# Parc national Yasuni
Le parc national Yasuni (PNY) est une zone de 10 227 km2 située en Amazonie équatorienne dans les provinces d'Orellana (cantons d'Aguarico et Coca) et de Pastaza (canton d'Arajuno), dans le nord-est de l'Équateur, à 250 km de Quito, entre le río Napo et río Curaray, dans une des 19 zones mondiales de mégadiversité (point chaud majeur pour la biodiversité). C'est une des 44 zones protégées du pays qui a mis en réserve 20 % de son territoire, soit environ 5 millions d'hectares où la déforestation concerne autour de 187 000 ha/an. Le parc est situé à faible altitude (200 à 350 m).
Les sous-sols de ce parc recèlent 20 % des réserves de pétrole brut du pays. Le président Rafael Correa propose, sous la supervision de l'ONU en 2007, de ne pas exploiter ces réserves en échange de fonds équivalents à la valeur de cette ressource. Devant l'échec de cette proposition — moins de 1 % des fonds ayant pu être récoltés — le même président donne en août 2013 l'autorisation d'exploiter ces gisements. L'exploitation fait l'objet de référendums en 2018 et 2023. L'exploitation doit être arrêtée à la suite du vote de 2023.

## Description du parc

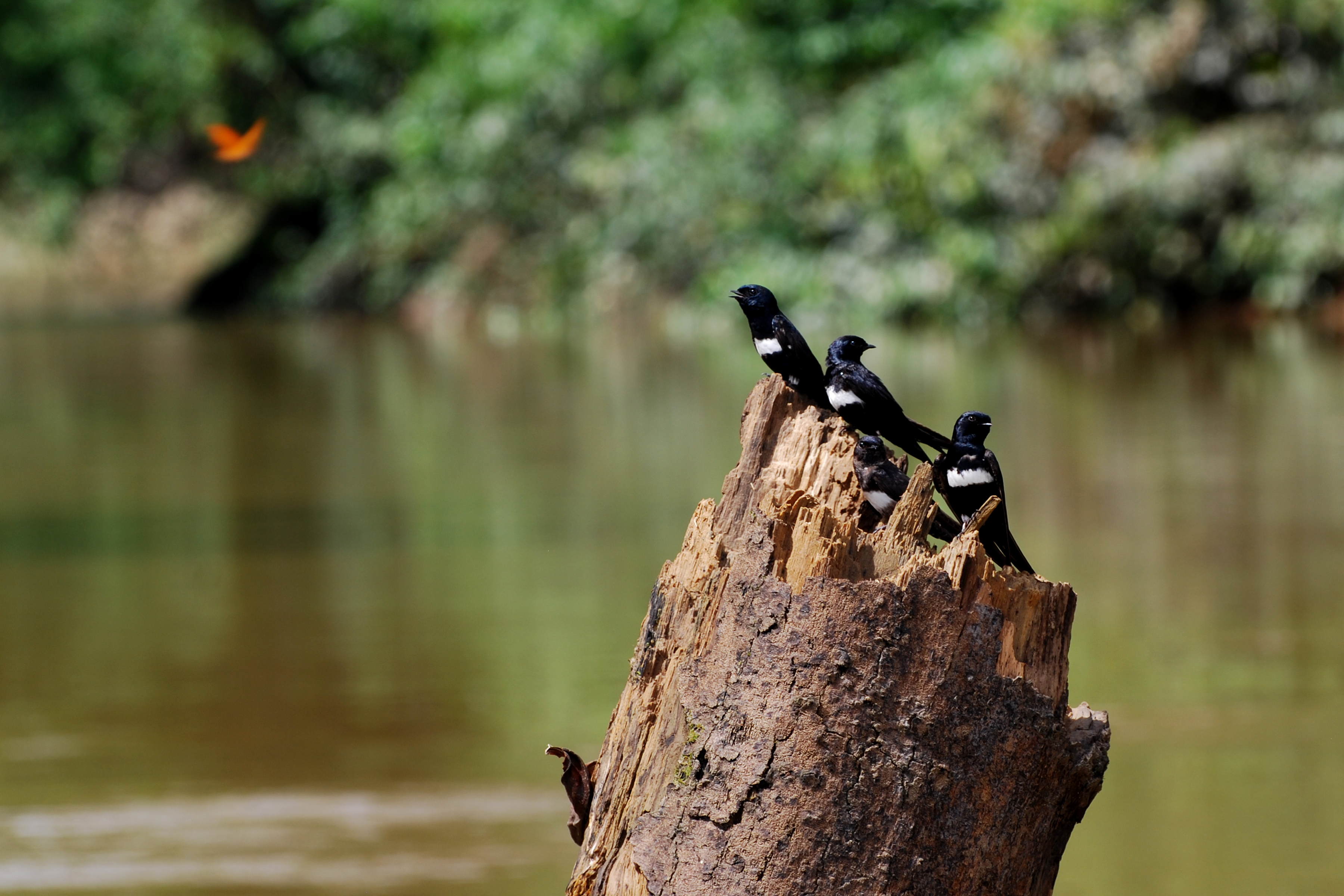
Atticora fasciata, l'une des très nombreuses espèces d'oiseaux de la jungle équatorienne.

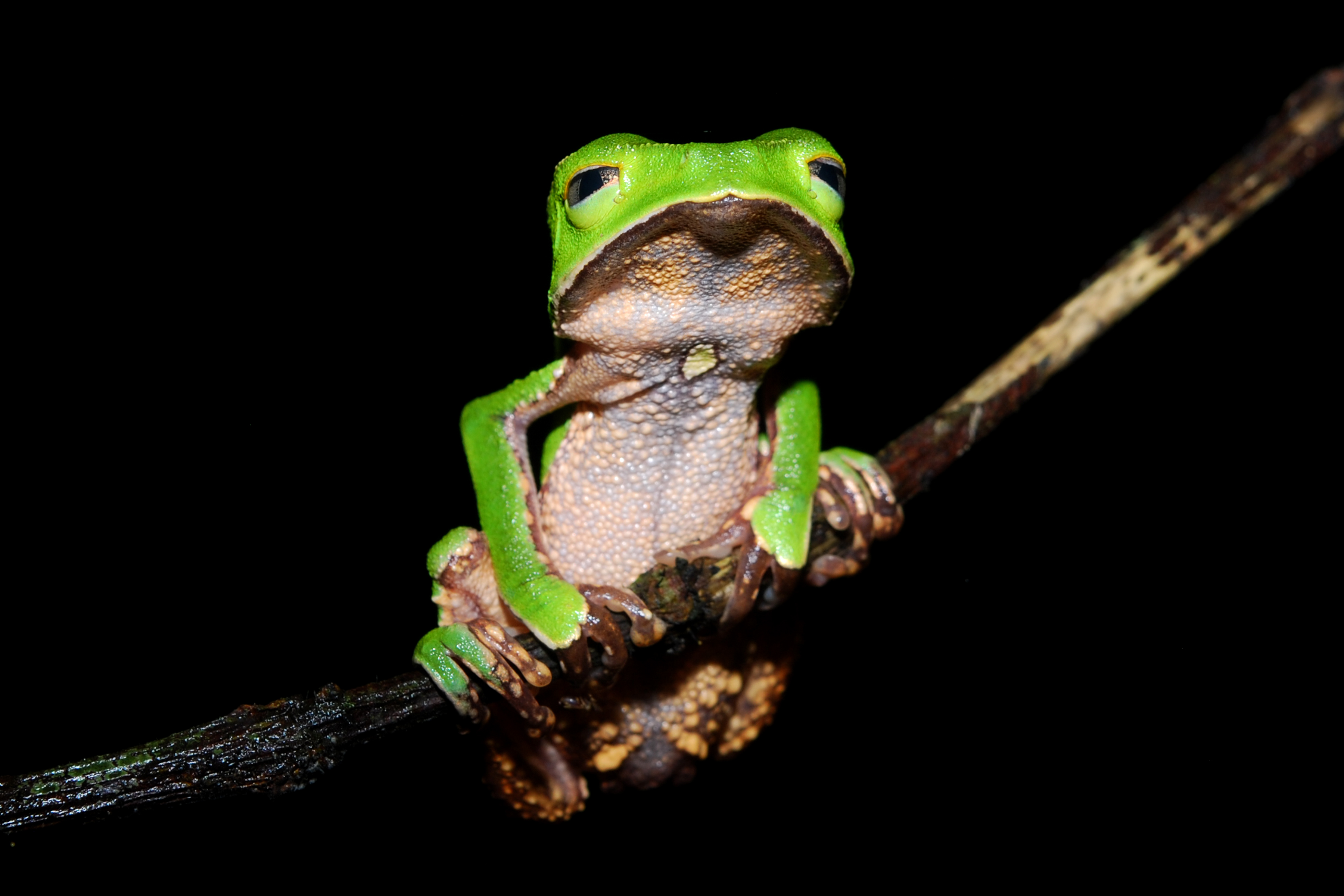
Les amphibiens (ici : Phyllomedusa vaillantii qui sont en forte régression dans le monde entier sont encore nombreux et très diversifiés dans le parc national. C'est dans cette région qu'on trouve la plus grande diversité d'amphibiens pour tout le continent américain.

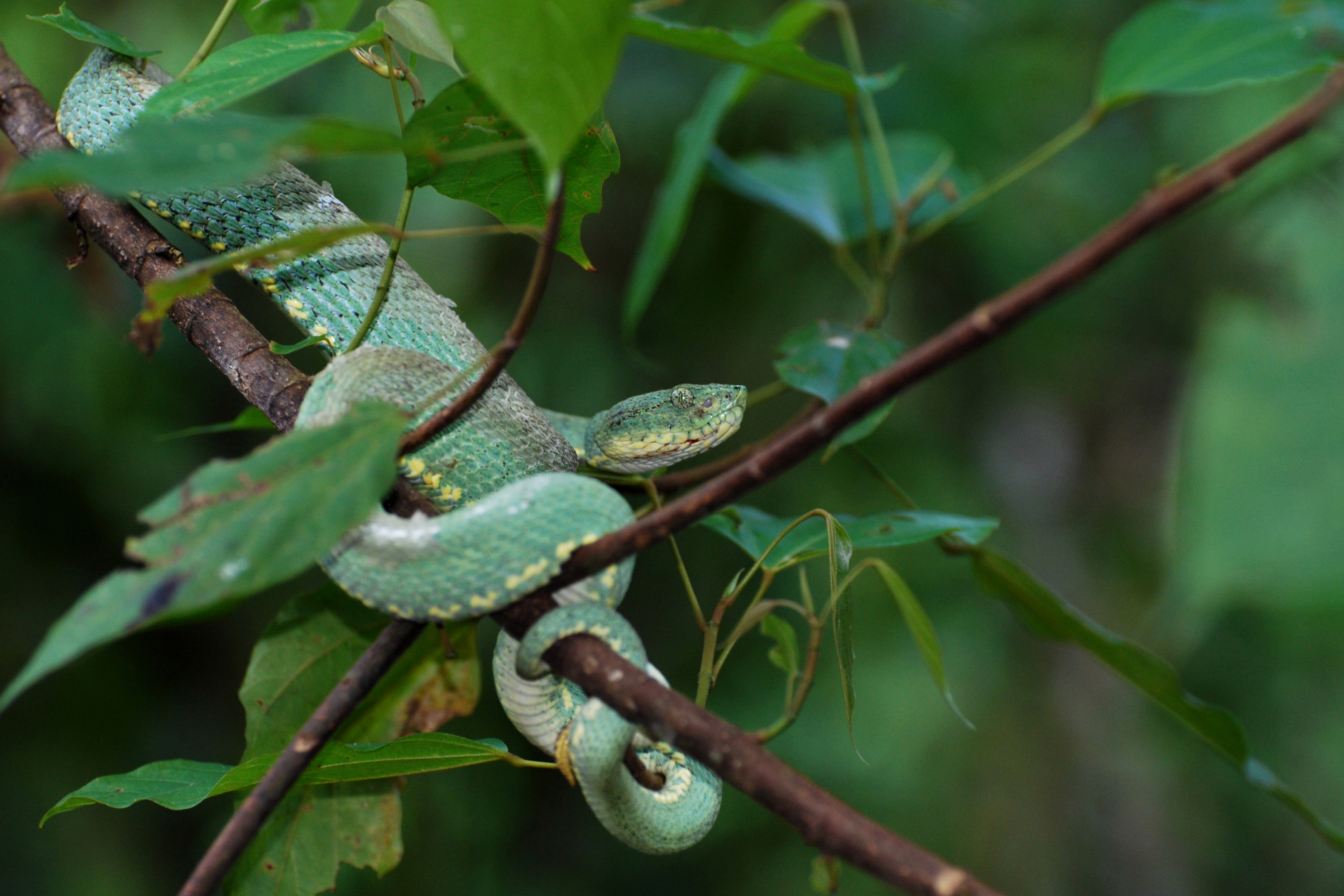
Bothriopsis bilineata smaragdinus.

### Biodiversité
Le parc, essentiellement constitué de zones forestières ou de marais, a été classé en aire protégée en raison de sa très grande biodiversité notamment en amphibiens, oiseaux, mammifères et plantes, et a été désigné par l'UNESCO en 1989 réserve de biosphère.
Les premières études faites dans la zone de l'Añangu, notamment par l'Université du Texas, ont montré une richesse écologique très élevée pour les plantes (bien que sans atteindre, pour les arbres, certains records enregistrés dans d'autres forêts tropicales de plaine), les amphibiens (environ 150 espèces, soit plus que dans toute l'Europe ou aux États-Unis et Canada réunis) et les insectes (100 000 espèces). Cette richesse résulte d'une longue période de relative stabilité écologique, depuis la dernière crise d'extinction majeure, il y a 65 millions d'années ; le territoire a également constitué une zone-refuge durant les glaciations. Ce sont 394 espèces d'arbres de plus de 10 cm de diamètre qui ont déjà été inventoriées (avec un record de 1 100 espèces sur 25 hectares) ; avec de 153 à 228 espèces par hectare en forêt non inondée et 146 en plaine inondable (19 % seulement des espèces étant trouvées dans ces deux milieux à la fois).
Comme ailleurs dans les plaines néotropicales, les Moraceae et les légumineuses dominent la flore.
L'inventaire est cependant encore très incomplet. À titre d'exemple, deux semaines d'exploration près d'un puits d'exploration pétrolière dans l'ouest du parc, ont suffi pour trouver plusieurs nouvelles espèces d'arbres et au moins deux nouvelles espèces d'orchidées et plus de 15 espèces connues dans d'autres pays sud-américains, mais qui n'avaient pas encore été repérées en Équateur. Comme souvent dans les jungles, de nombreuses espèces ont une distribution très hétérogène.

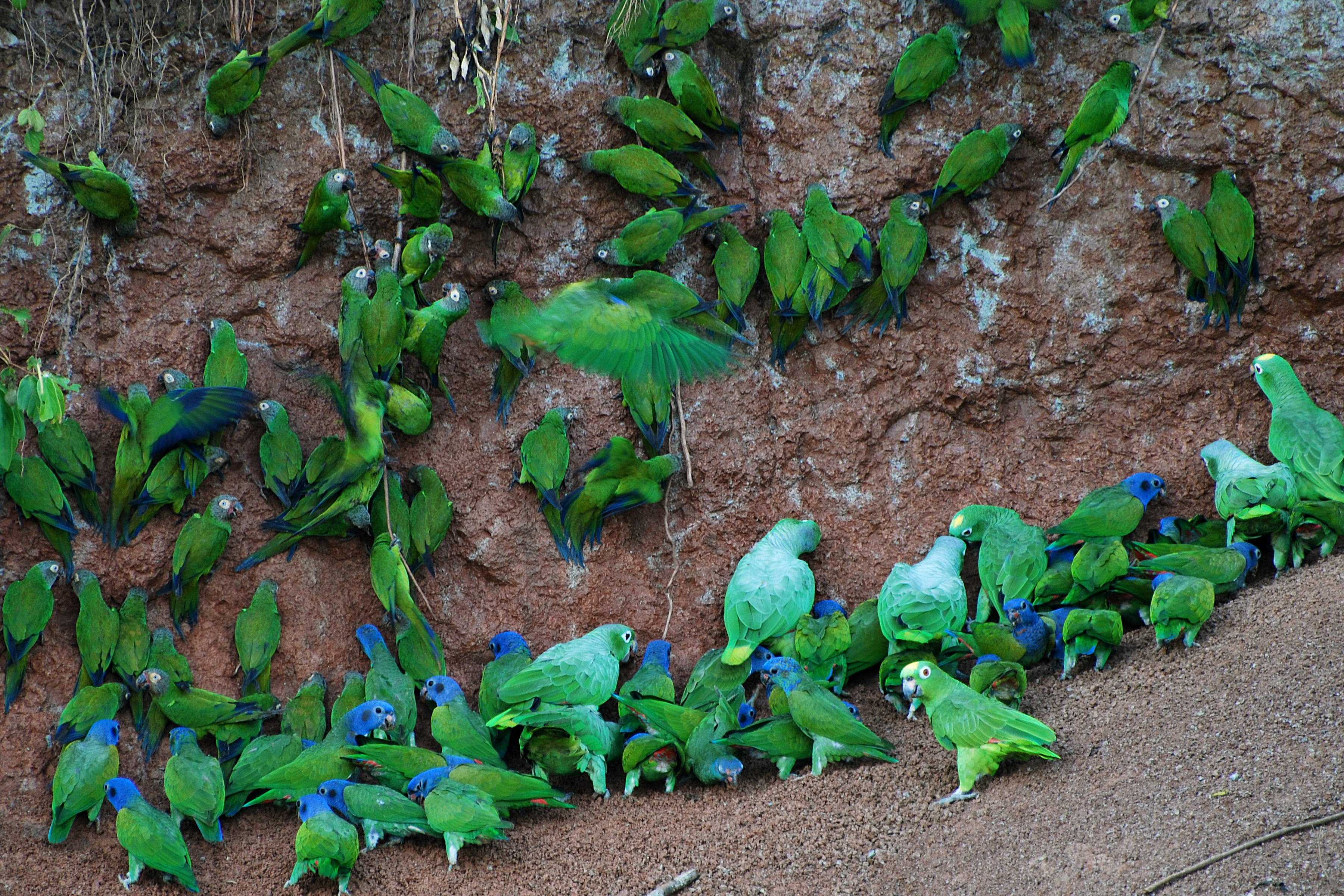
Les perroquets sont « géophages ». Parfois très nombreux (Vidéo, ils viennent manger de l'argile riche en kaolin, smectite) et mica, prélevée sur certaines berges des fleuves. L'hypothèse majoritairement retenue est que ceci les aiderait à digérer sans séquelles des plantes ou fruits riches en alcaloïdes et autres toxiques (et pas à enrichir leur alimentation en sels minéraux, car la terre qu'ils choisissent est souvent moins riche en minéraux qu'à d'autres endroits proches, et bien moins riche que leurs aliments courants),.

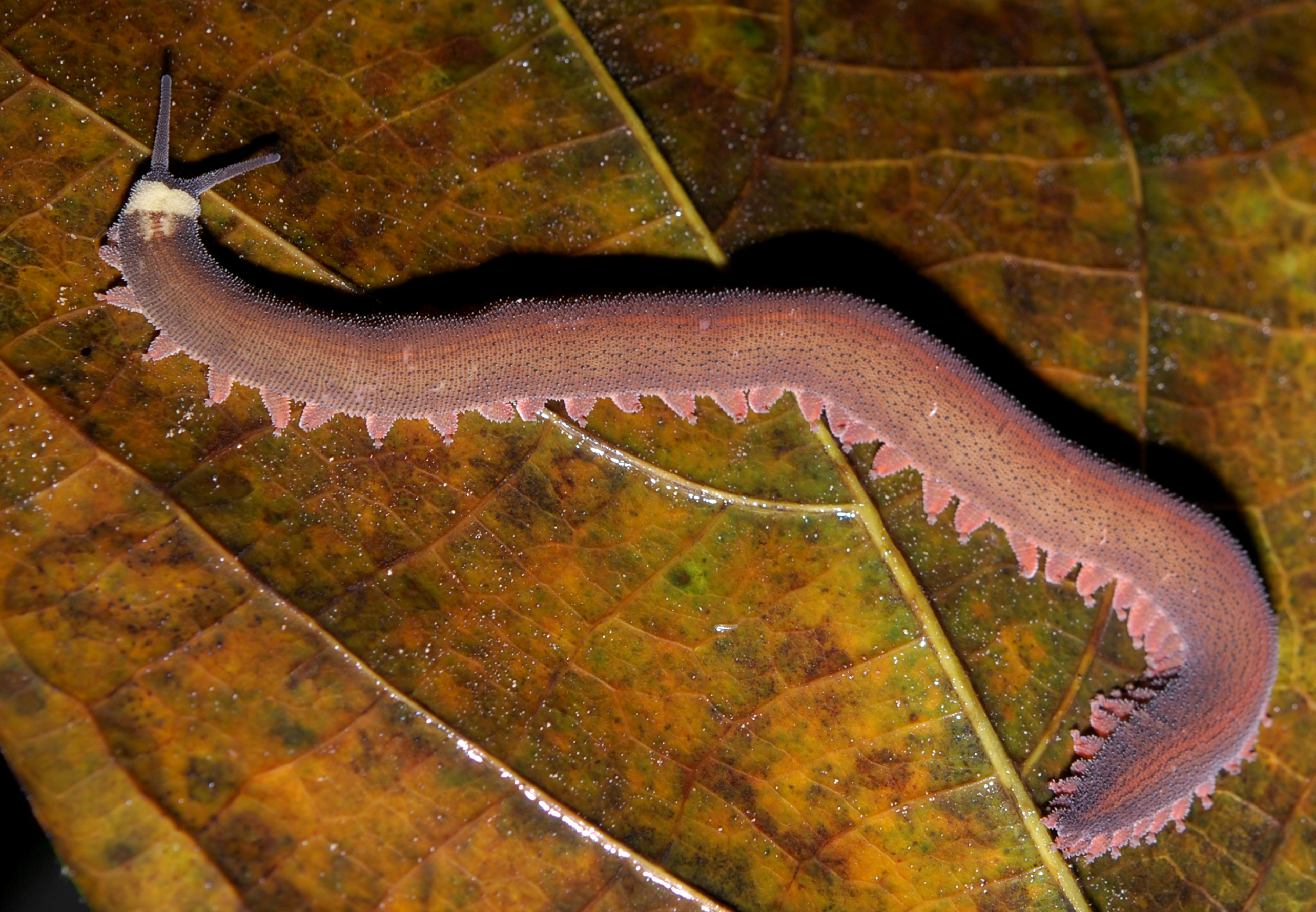
Le parc Yasuni abrite de nombreuses espèces rares et originales (ici Peripatidae).

C'est la plus grande des aires protégées continentales de l'Équateur et l'un des points chauds de la diversité génétique, déclaré réserve de biosphère par l'UNESCO en 1989. Les scientifiques qui y travaillent considèrent qu'il s'agit probablement de l'un des lieux les plus riches en biodiversité au monde.
Fin 1992, les botanistes de l'herbier national de l'Équateur avec l'aide du Jardin botanique du Missouri ont lancé un inventaire floristique de grande envergure le long d'une ligne matérialisée par un oléoduc qui se construisait sur 120 km en pleine forêt primaire, dans le parc national Yasuni et la réserve ethnique Waorani. Les échantillons ont été prélevés durant deux ans (sur des arbres abattus) et sont en cours d'étude.

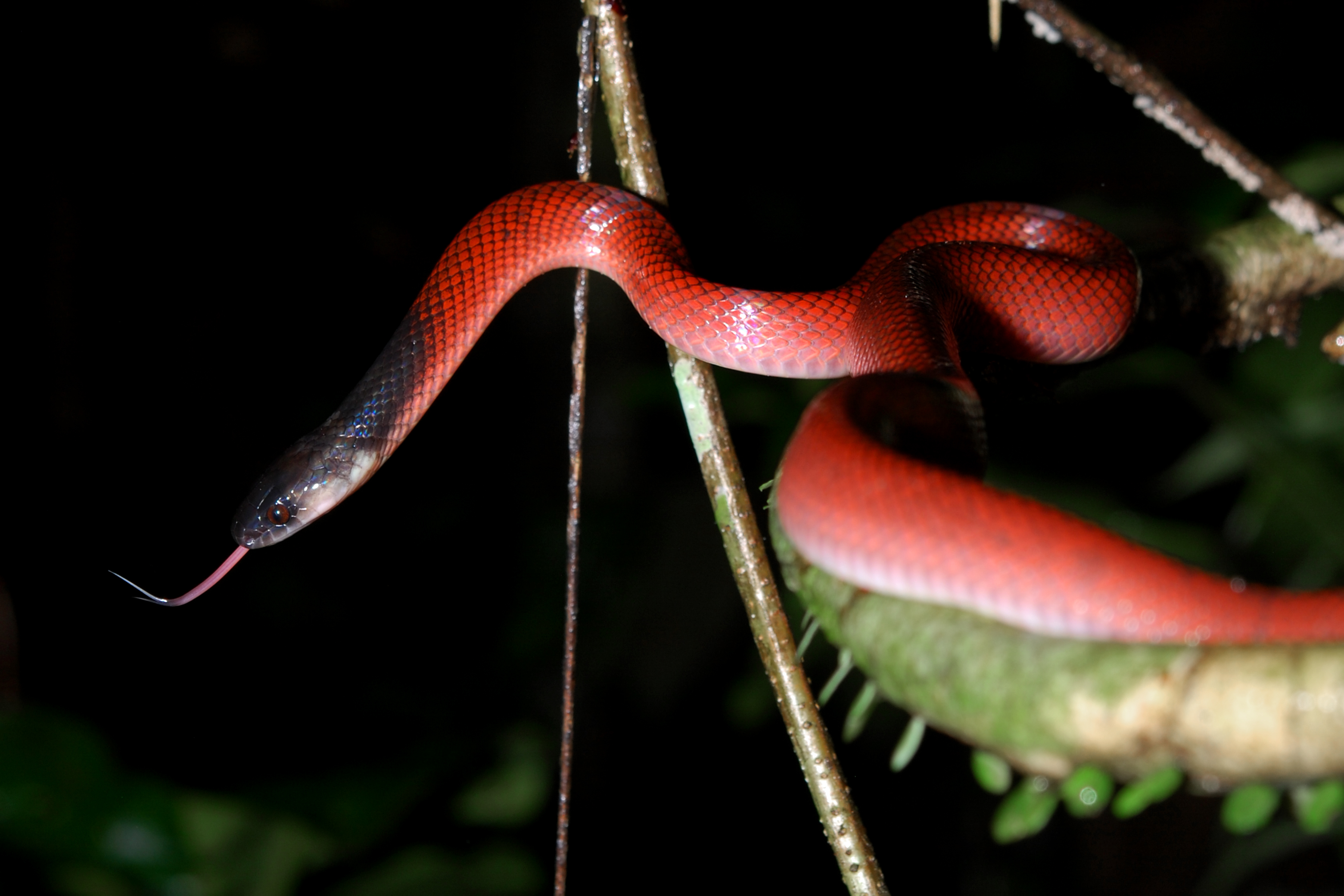
Oxyrhopus melanogenys, juvénile.

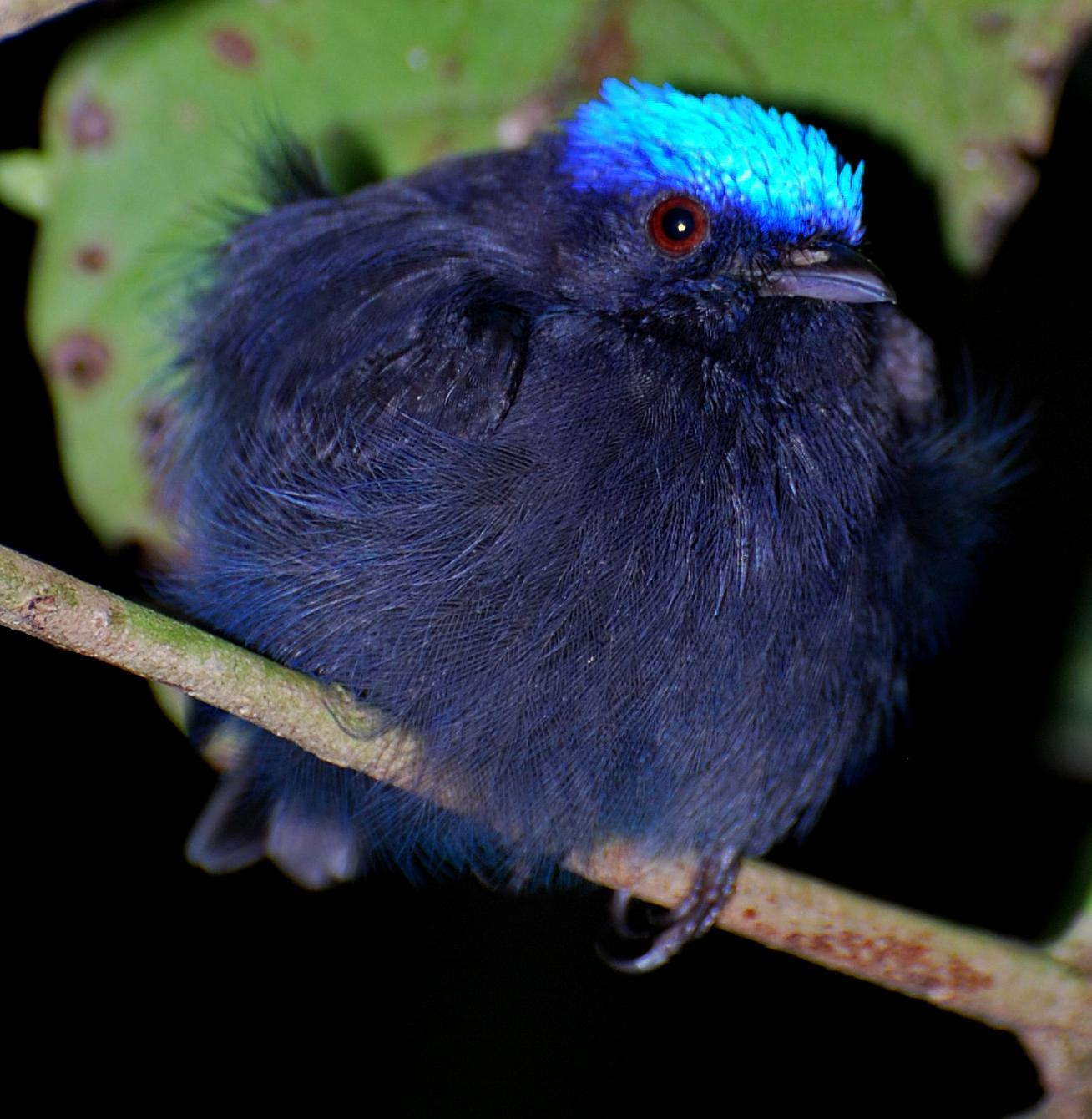
La couleur bleue est rare dans le monde animal, Les jungles abritent quelques oiseaux et papillons qui l'arborent, souvent avec des reflets irisés ou métallisés. Ici il s'agit de Lepidothrix coronata, dans le parc Yasuni.

Étant donné le nombre d'espèces endémiques (51 endémiques confirmées sur 103 possibles) et d'espèces rares et/ou menacées, le parc joue un rôle majeur en matière de protection des ressources génétiques. Il est aussi une source de richesse pour les Amérindiens autochtones, une nécessité pour la protection de l'eau et des bassins versants, et un support d'écotourisme.

### Populations
La réserve ethnique Waorani adjacente s'étend sur 6 100 km2, en forme de diabolo. Sa moitié orientale s'insère dans le parc qui l'entoure au nord, à l'est et au sud. L’autre moitié s'étend à l'ouest, mais est coupée de la précédente par la route qui remonte du sud vers le nord vers la ville de Coca (ou Puerto Francisco de Orellana, port et centre pétrolier). Des colons occupent des bandes de 10 km de large de chaque côté de cette route. Les Amérindiens Waorani sont donc contraints de traverser une zone de vingt kilomètres de large pour aller d’une partie à l'autre de la réserve. Cette route constitue ainsi un important facteur de fragmentation écologique.
Dans les années 1960-1970, plusieurs dizaines de milliers d'Amérindiens vivaient dans cette région.

### Menaces

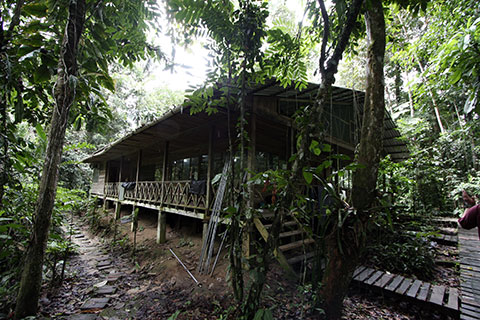
Station biologique Tiputini, laboratoire in situ créé en 1994 par l'université San Francisco de Quito en collaboration avec l'université de Boston, pour l'étude de la biodiversité sur 638 hectares quadrillés par 30 km de layons, dans le Nord du parc (à environ 300 km de Quito). Elle a contribué à de nombreuses publications scientifiques et à l'identification de 247 espèces d'amphibiens reptile, 550 espèces d'oiseaux et 200 espèces de mammifères. Elle a fait l'objet de reportages notamment de la série de la BBC Andes to Amazon, du National Geographic et de la NPR (National Public Radio première radio publique américaine). 80 % des personnes qui y sont hébergées sont des étudiants, en biologie ou écologie pour la plupart.

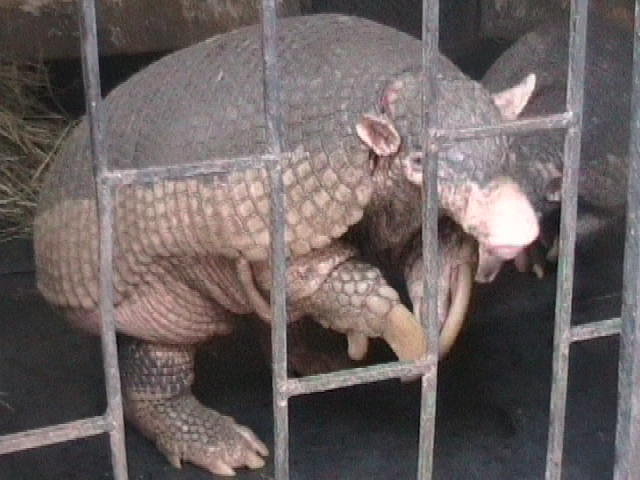
Le tatou géant Priodontes maximus ; le plus grand des tatous, actuellement menacé d'extinction car particulièrement recherché par les chasseurs. Il pèse généralement jusqu'à 30 kg mais pourrait atteindre 60 kg pour une longueur de 1.60 m.

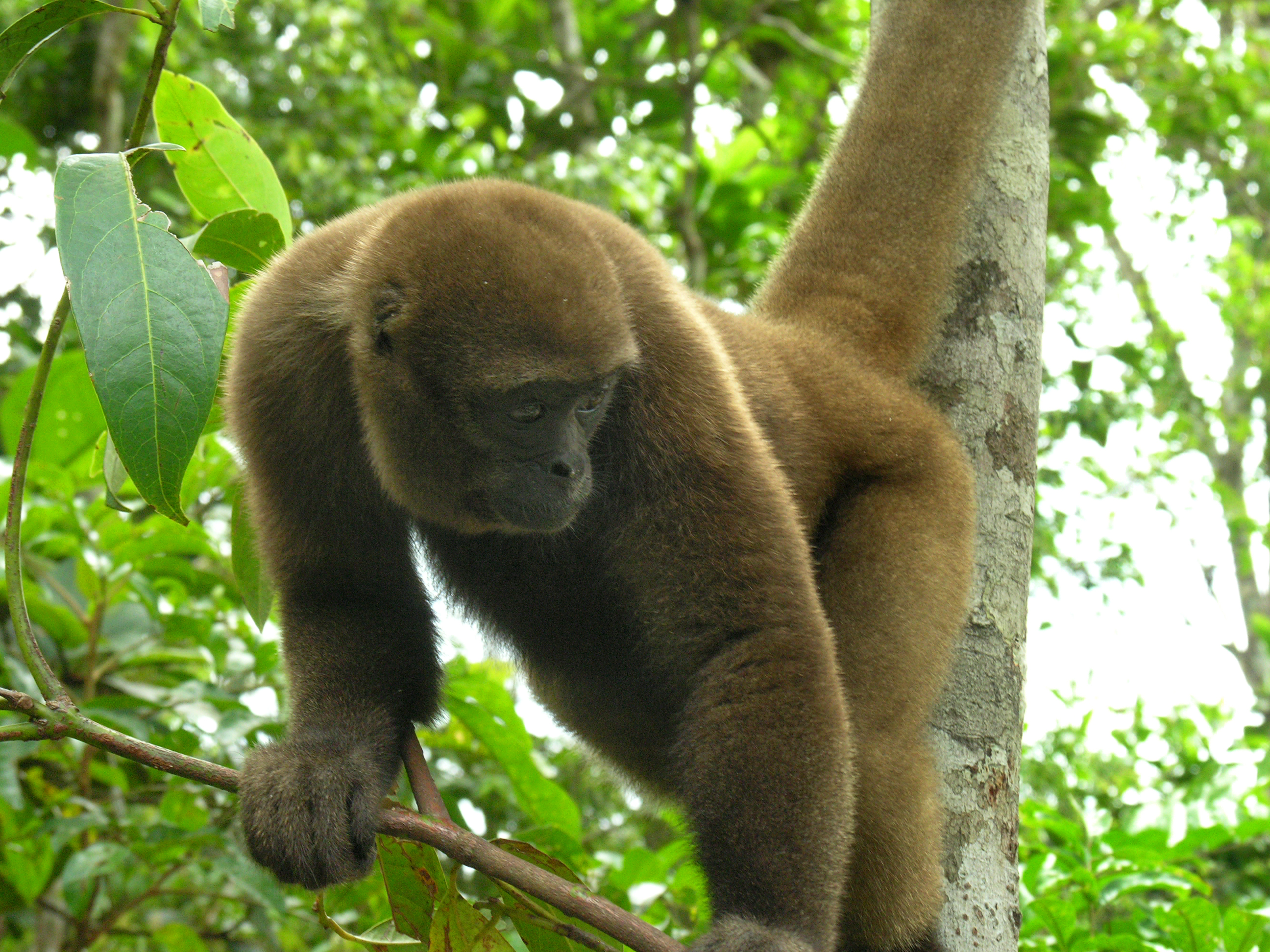
Le singe laineux ou Lagothrix lagotricha est l'une des nombreuses espèces de singe du Parc, adapté à la vie dans les arbres à plusieurs dizaines de mètres du sol. Il fait partie des espèces menacées (par la chasse, la déforestation et la fragmentation forestière.

Comme la réserve qui lui est associée, le parc est cependant menacé par trois principaux facteurs :
- la construction de routes (morcellement écologique de la forêt, pollution routière, modification de l'hydroécologie, pénétration facilitée des braconniers et bûcherons illégaux…) ;
- la construction de pipelines et autres installations pétrolières. Il a fallu attendre 2005 pour que le gouvernement décide[17] de créer une commission d'étude d'impact de l'exploration et exploitation pétrolière de la zone du parc habitée par les Huaorani, le ministre de l'Intérieur, Mauricio Gandara, ayant à cette occasion rencontré les leaders Huaorani venus dans la capitale réclamer la révocation des autorisations accordées par le gouvernement à la compagnie Petrobras[18] ;
- des déforestations par des colons illégaux et la surexploitation de ressources forestières ne pouvant se renouveler que très lentement en raison de la pauvreté des sols (sols presque partout acides et oligotrophes ou engorgés tout ou partie de l'année).

Hors du parc, la région amazonienne a été le plus souvent défrichée et convertie en pâturage et petites fermes puis localement en culture de palmiers à huile (Elaeis guineensis) et de « naranjillas » (Solanum quitoense), « déplaçant les populations autochtones et modifiant leurs méthodes traditionnelles de gestion et d’agriculture ».

#### Déforestation

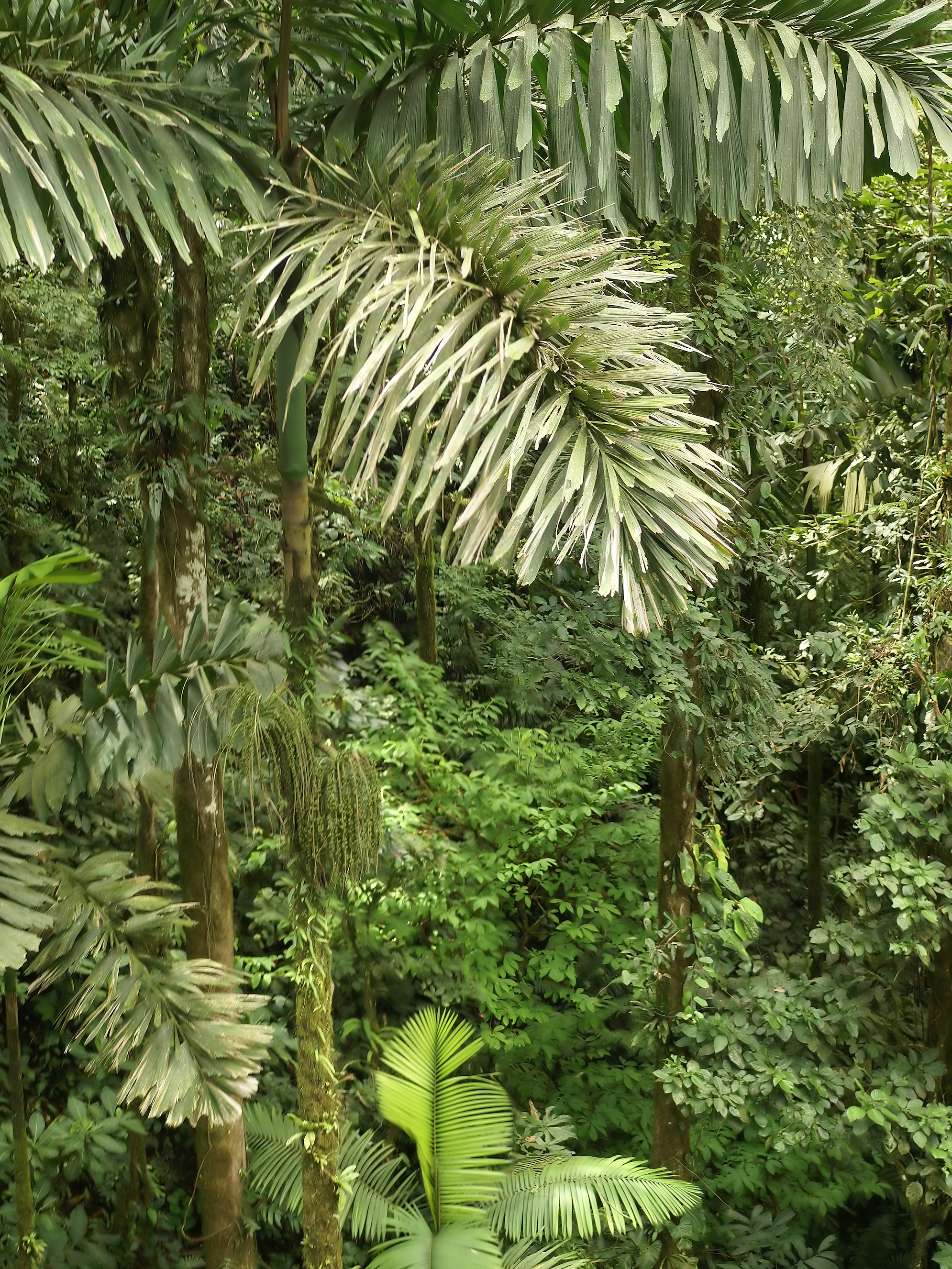
La jungle abrite aussi diverses espèces de palmiers dont Socratea exorrhiza.

Contrairement à une idée répandue, si les plantes pionnières poussent souvent très vite sous ce climat, les grands arbres de ces régions poussent très lentement, la reconstitution à l'identique (c'est-à-dire avec des espèces non-pionnières) de la canopée prend de 500 à 1 000 ans au moins.
Les analyses d'images satellitaires (Landsat par exemple) faites par la NASA, l'université de Californie et le Conservation Research Center de la Smithsonian Institution ont montré en 2004 que, malgré le statut de réserve ethnique, de réserve de la biosphère de l'UNESCO et de parc national, la région continue à être défrichée. Le taux annuel moyen de déforestation était de 0,11 % au début des années 2000, mais avec une tendance à la hausse qui, si elle devait se poursuivre, conduirait à ce qu'avant 2063, 50 % de la forêt située à environ 2 km d'une route d'accès au pétrole soient perdus et offerts à une colonisation sans entrave et à une conversion anthropique en zone de culture ou d'habitation.
L'analyse des images satellitaires montre que parmi plusieurs facteurs de risque (distance à une route, rivière, installations de recherche, installations pétrolières, marchés et villes, terre occupée par des colons, habitants indigènes, et compagnie pétrolière), la « proximité d'une route » est — et de loin — le meilleur prédicteur de la déforestation. Inversement, la proximité des sites de recherche, des installations pétrolières, d'un marché, et des rivières diminue de manière significative les risques et le taux de déforestation, alors que la proximité de villes l'augmente de manière significative mais moins que la proximité d'une route.

#### Exploitation pétrolière
Cette zone peuplée par les Huaorani est menacée par l'exploitation pétrolière. Plusieurs tribus indigènes seraient chassées de leur territoire où de très nombreuses espèces végétales et animales ont été identifiées, souvent également menacées par la déforestation. Les Amérindiens des territoires les plus riches en pétrole se sont fait connaître notamment par les efforts de Moi Enomega, membre de la communauté Quehuenomo et leader Waorani le plus connu, qui figurait sur la couverture d'un bestseller de 1990, écrit par Joe Kane et notamment promu par le New York Times, racontant comment Moi et sa tribu se sont trouvés violemment confrontés à l'arrivée de l'industrie pétrolière (Petrobras), avec notamment un projet de route (Maxus Road) et d'installations industrielles qu'ils n'ont pas pu stopper.

## Caractéristiques physiques

### Géologie
L'Oriente fait partie de la vaste zone sédimentaire datant du Crétacé, située entre les Andes et le Bouclier brésilien.

#### Pédologie
La plupart des sols de la réserve sont constitués de sols rouges argileux (dystropept soils), faiblement humiques. Des gleys peu humifiés semblent localement présents dans les zones de marais ou engorgées à l'est du Parc,. On ne trouve ni sols tourbeux ni podzols.

### Biogéographie

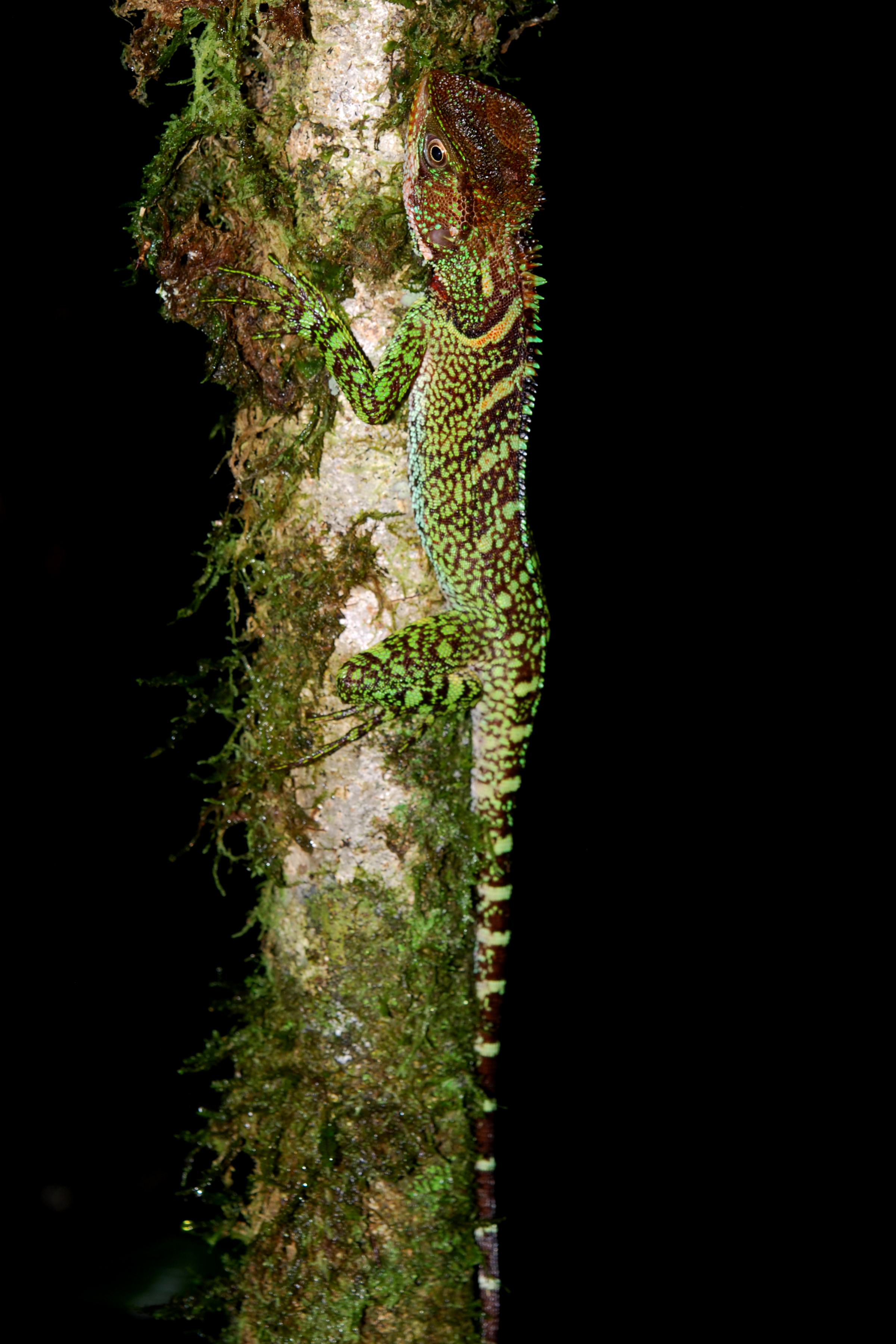
La plupart des animaux (ici : Enyalioides laticeps portent des couleurs qui les camouflent dans leur environnement.

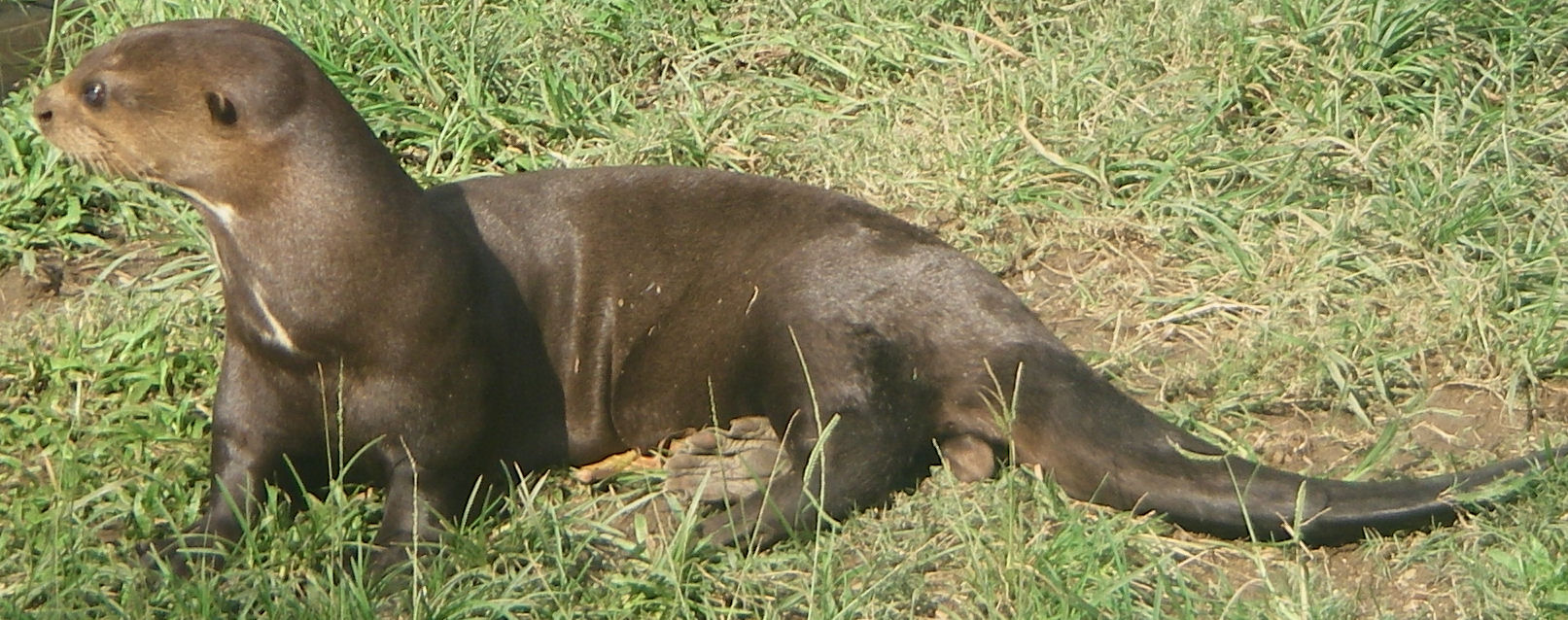
Loutre géante, Pteronura brasiliensis.

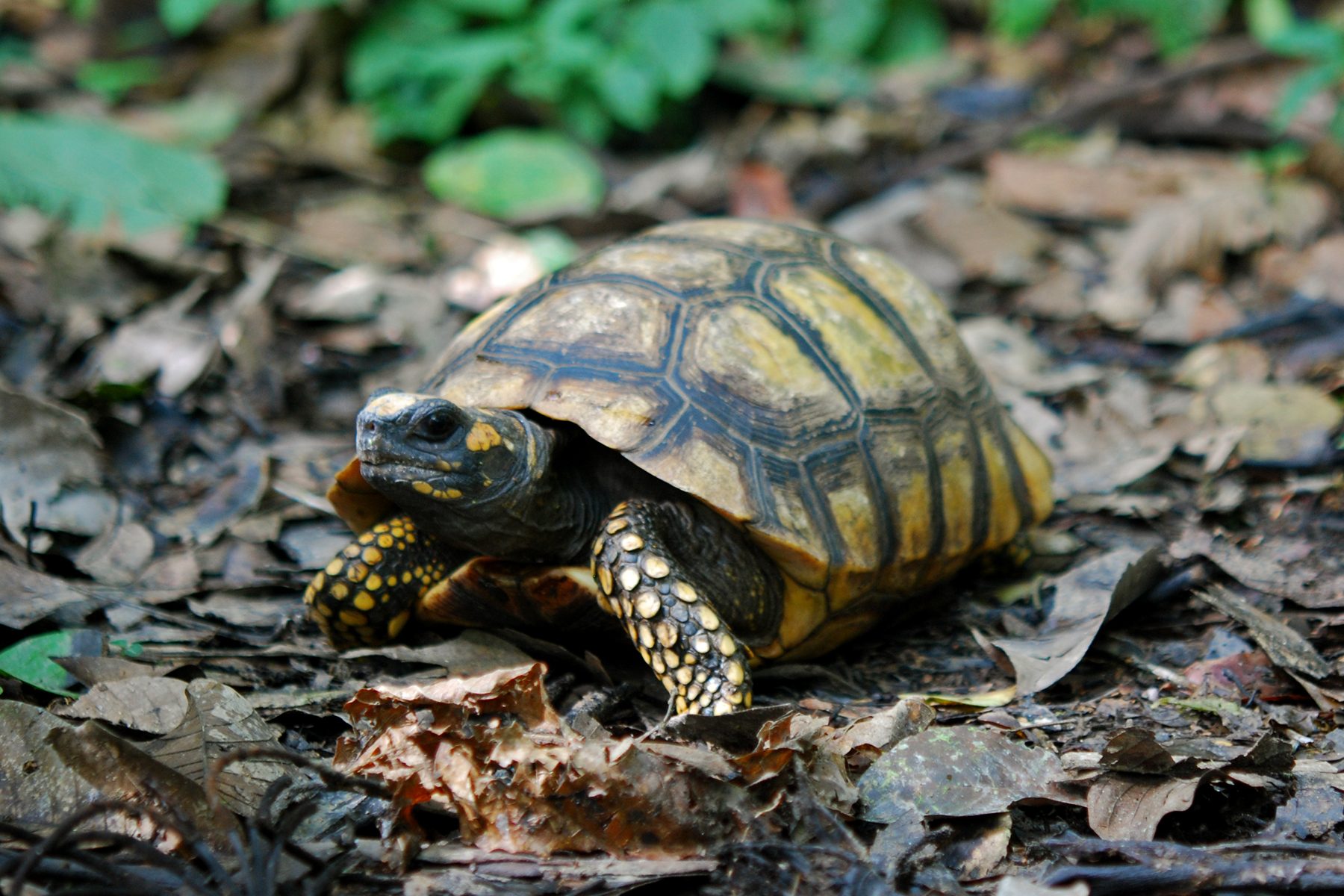
« Tortue géante du Brésil » ou « tortue charbonnière à pattes jaunes » Geochelone denticulata.

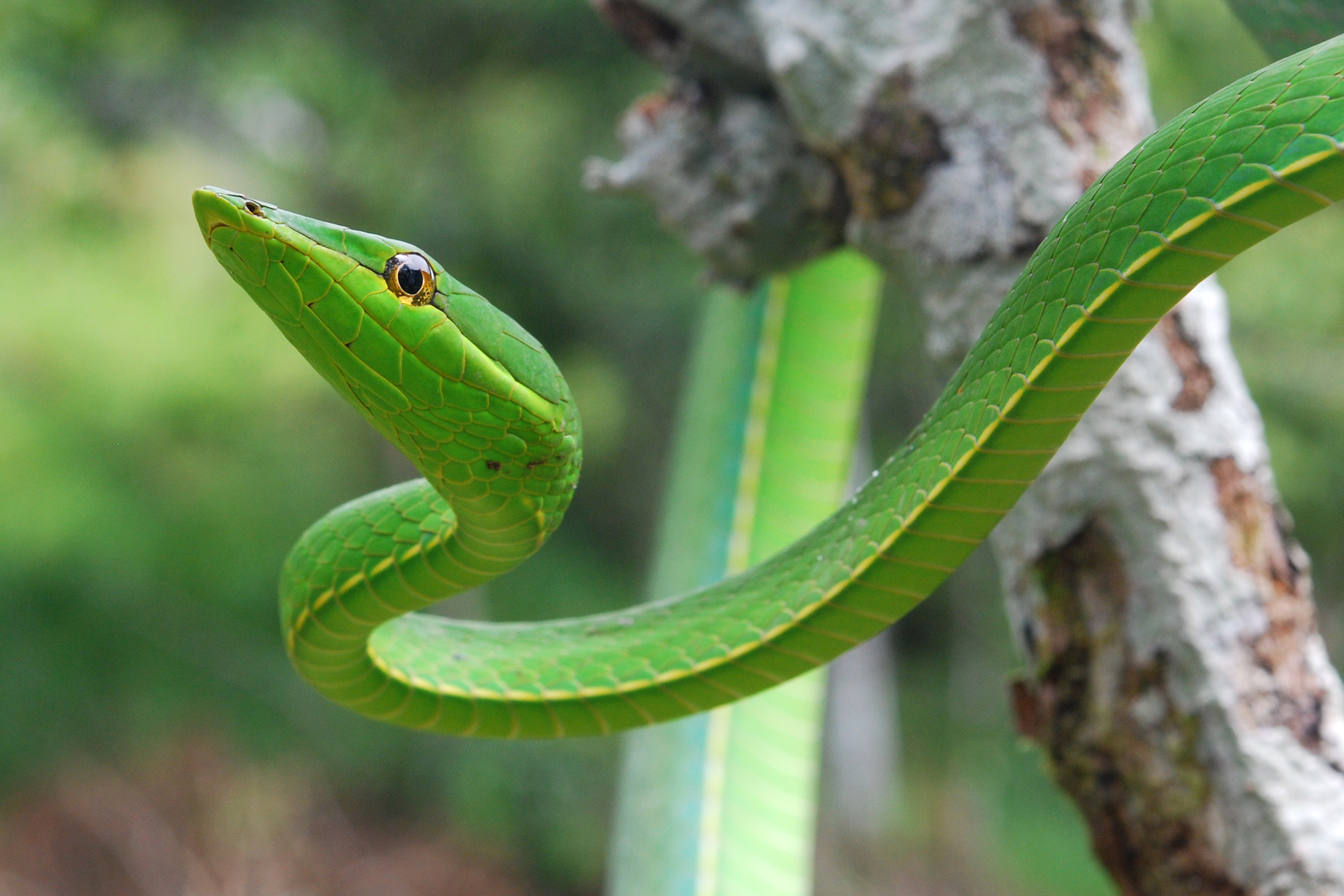
l'un des nombreux serpents-liane ; Oxybelis fulgidus.

Le parc est situé dans la partie orientale du bassin de l'Amazonie équatoriale (l'« Oriente ») qui comprend des plaines alluviales dont les abords s'élèvent progressivement de moins de 200 m, à la frontière orientale avec le Pérou, jusque vers 600 m,. La topographie est douce, avec un relief légèrement vallonné entrecoupé de grandes plaines marécageuses où s'épandent les principaux cours d'eau.

#### Hydrographie
La région est drainée par le rio Napo et le rio Pastaza, deux systèmes fluviaux divergeant l'un vers le nord-est à est et l'autre vers le sud-est à partir de la dépression située entre les Andes de la région montagneuse du rio Napo (où se trouve le volcan Sumaco) et la Sierra de Cutucú.
Le Napo vers l'est rejoint le río Marañón près d'Iquitos (Pérou) et forme le fleuve Solimões qui s'écoule vers l'est jusqu'à Manaus au Brésil).
Les 10 227 km2 du parc s'étendent en grande partie au sud des rivières Indillana, Napo, Tiputini et Salado, et au nord du rio Curaray.

#### Paléoécologie
La partie supérieure du bassin de l'Amazone pourrait avoir émergé d'un ancien lac mi-continental et s'être couverte de jungles denses il y a 1,8 million d'années, alors que la dynamique de soulèvement des Andes était forte.
Durant les dernières phases glaciaires la mer a reculé, s'est abaissée, et le climat est devenu plus sec et froid sur une grande partie de la planète. Les paléogéographes pensent que les régions du rio Napo, en Équateur comme au Pérou, ont été l'un des principaux refuges pour les espèces forestières américaines du Pléistocène. Ceci expliquerait l'extrême richesse en biodiversité et un degré apparemment élevé d'endémisme animal et végétal (1 % de dizaines de milliers d'espèces dans l'Oriente, mais le parc et la réserve ont à peine commencé à inventorier la richesse faunistique et floristique de leur territoire.

Cet ancien refuge s'étend des contreforts des Andes vers l'est au « Trapecio Amazónico » de la Colombie et au Pérou,.
Le parc et la réserve sont dans une ancienne zone-refuge du Pléistocène plus finement délimitée.
Il est probable que durant les fluctuations climatiques du Pléistocène et de l'Holocène la forêt amazonienne ait pu s'être fragmentée en grands blocs plus ou moins humides, avec peut-être des zones plus sèches à l'est.

### Climat, météorologie
La température moyenne annuelle est d'environ 25 °C (de 15 °C à 38 °C).

Les précipitations annuelles sont de 2 425 mm à 3 145 mm et l'hygrométrie est élevée (88 % en moyenne).

Bien que rarement sans pluie plus de 10 jours de suite, une saison moins humide existe d'août à février,,. Les inondations ne sont pas vraiment saisonnières ; Relativement imprévisibles, elles n'ont pas facilité la colonisation des berges.

#### Prospective climatique
Le dérèglement climatique est une menace pour toute l'Amazonie. Le parc Yasuni semble devoir être moins rapidement touché que l’Amazonie orientale (déjà victime de sécheresses récurrentes en saison « sèche »).

La déforestation illégale (ou légale parfois) de la région contribue aussi à diminuer les apports d'eau à l'atmosphère (moins d'évapotranspiration et moindre protection de l'humidité des sols abrités du soleil par la canopée).

## Histoire du parc et enjeux

### L'évolution des aires protégées
La découverte de pétrole dans l'Oriente a apporté une prospérité considérable à l’Équateur (l'exportation de ce pétrole représentait dans les années 1980 70 % des revenus du pays), mais les infrastructures installées pour la recherche et la collecte du pétrole ont aussi considérablement augmenté les possibilités de profondément et rapidement pénétrer la jungle, ce qui a favorisé le braconnage et la colonisation de la région. Les écologues ont insisté sur la nécessité de protéger l'extraordinaire diversité de ses ressources biologiques qui à l'avenir pourraient être également d'une importance économique (l'« or vert » de demain).
Aires protégées :
- En 1968, une réserve ethnique de 1 600 km2 a été créée pour les Waorani, au sud-ouest de la limite originelle du parc Yasuní[31]. Jusqu'au début des années 1960, les Waorani étaient des chasseurs cueilleurs nomades très mobiles, dont les campements se déplaçaient sur environ 20 000 km2, soit presque tout le territoire compris entre le rio Napo et le rio Curaray. Leurs réactions hostiles à tout contact avec les étrangers avaient préservé leurs terres presque partout[32].
- en 1979, en partie pour limiter ou compenser les impacts négatifs de l'exploitation pétrolière, deux réserves sont créées : la Réserve faunique de Cuyabeno (2 547 km2 au nord du rio Napo, et le parc national Yasuní (6 797 km2 à l'origine) — le plus grand parc national en Équateur. En partie à cause du conflit entre la conservation des aires protégées et le développement de champs pétroliers, la taille et la forme du parc Yasuni ont été modifiées à deux reprises par des décrets gouvernementaux.
- En mai 1989, le parc national et sa zone tampon sont déclarés réserve de biosphère, sous l'égide du programme Man and Biosphère ;
- En 1990, le gouvernement a élargi vers l'est la réserve ethnique Waorani, la portant à 6 100 km2, et une grande partie du parc national de Yasuní a été cédé à la réserve Waorani, dont le territoire comportant l'accès le plus facile à la majeure partie des gisements de pétrole, dans la vallée du rio Yasuní. Pour compenser la perte de surface du parc, un territoire supplémentaire lui a été ajouté au sud-est.
- En 1992, le parc a encore été agrandi et il atteint aujourd'hui 10 227 km2.

Au total, sont désormais officiellement protégés environ 16 000 km2 et la réserve de biosphère, de manière cohérente, inclut maintenant la réserve ethnique Waorani et le périmètre élargi du parc national Yasuní. Pourtant, l'avenir du parc et de la réserve restent incertains. Les estimations de réserves de pétrole sont d'environ 20 ans. Les ressources génétiques et l'écotourisme sont des sources alternatives de revenu régulier, y compris pour les générations futures équatoriennes, autochtones en particulier. Un plan directeur préliminaire existe, mais les frontières changeantes du parc et le choix d'exploiter ou non le pétrole, ainsi que le constat d'une pénétration illégale du parc et de la réserve ethnique devraient imposer de réviser le périmètre, les moyens de contrôle, les outils juridiques, selon des modalités non encore précisées par le gouvernement. La compagnie pétrolière Maxus qui détient la concession pétrolière dit vouloir soutenir les efforts de conservation. Elle a accepté de participer au financement de la station de recherche scientifique au sein du parc, avec la Pontificia Universidad Católica del Ecuador de Quito, pour notamment étudier la dynamique de la forêt tropicale sur une zone diversifiée jouxtant le Rio Tiputini.

### Actions de préservation, et initiative ITT[33]
Le président de la République d'Équateur, Rafael Correa, a proposé en septembre 2007 de renoncer à l'exploitation des ressources pétrolières lors d'un discours devant les Nations unies, contre une compensation financière.

Réélu en 2009, il a lancé l'initiative « Yasuni-ITT » (ou Ishpingo-Tiputini-Tambococha du nom des trois villes délimitant la zone : Ishpingo, Tambococha et Tiputini, au nord-est du pays) consistant à renoncer à exploiter les forages de cette zone.

Un accord (août 2010) signé entre l'Équateur et l'ONU confirme cette volonté de ne pas exploiter le pétrole du sous-sol, environ 3,5 milliards de dollars (environ 2,5 milliards d'euros en échange d'une aide de la communauté internationale qui compenserait l'absence de revenus, ou plus exactement 50 % des bénéfices escomptés des forages (à verser à un fonds des Nations unies dans le cadre du projet dit Yasuni pour que l'utilisation de l'argent soit transparente et se fasse sous l'égide de la communauté des nations).
Vers 2010, le gouvernement a cessé de soutenir les projets pétroliers et a lancé une initiative internationale d'éco-soutenabilité dite « Yasuni ITT » en proposant de conserver la biodiversité du parc, de ne pas y exploiter le pétrole et de lutter contre le dérèglement climatique, en échange d'une aide volontaire internationale à la préservation du parc. Ainsi 410 millions de tonnes de CO2 ne seront pas émis dans l’atmosphère si ce pétrole (réserve estimée : 850 millions de barils) n'est pas exploité. L’Équateur espère donc pouvoir bénéficier de crédits carbone versés par des pollueurs d'autres régions du monde ayant signé le protocole de Kyoto (potentiel de 1 200 millions de dollars, via des certificats déjà nommés « Certificates of Yasuni Warranty » (CYW) afin de pourvoir aux lourds besoins financiers nécessaires à la protection et à la connaissance du parc national. Cette proposition est perçue comme un juste appel à la solidarité internationale, innovante et positive, ou à la limite d'un chantage selon les points de vue. Le projet a été salué par 32 chefs d’États et de gouvernements d’Amérique latine et des Caraïbes réunis en sommet à Playa del Carmen (Mexique). Ils ont salué l’initiative « Yasuni – ITT» de l’Équateur pour constituer une mesure volontaire qui s’attaque efficacement au problème du changement climatique et assure la conservation de l’une des plus grandes biodiversités du monde. Avant cela, des scientifiques célèbres dont Jane Goodall, E.O. Wilson, et Stuart Pimm avaient protesté contre la construction d'infrastructures dans cette forêt. Des acteurs (tels que Leonardo DiCaprio, Edward Norton), ou encore l'ancien vice-président des États-Unis Al Gore ont aussi soutenu cette initiative,.
Le modèle de préservation du parc Yasuni s'étend à présent à d'autres zones d'Amérique du Sud au Pérou, en Bolivie et au Guatemala, fonds que des collectivités du monde entier, dont françaises, peuvent ou veulent abonder.
En août 2013, 13 millions de dollars ont été réunis, essentiellement venant de fonds étatiques européens et sud-américains. Ceux-ci représentent moins de 1 % des 3,2 milliards de dollars auxquelles sont évaluées les ressources pétrolières. Le président Correa, initiateur de cette proposition, y mit un terme le 15 août 2013, en autorisant l'exploitation pétrolière de la zone.

### Vers un développement plus soutenable?
En 1992, un programme de conservation à grande échelle, sur l'utilisation durable des ressources biologiques, a été lancé sur la région du parc Yasuni ainsi que sur deux autres zones protégées en Équateur. Il s'agit notamment d'augmenter la capacité des agences équatoriennes à protéger les ressources et à encourager leurs usages non destructifs (sans déforestation) ou durables par les peuples vivant dans les zones tampons autour des aires protégées. Ce programme est financé par le Ministère équatorien de l'Agriculture et de l'élevage et des organismes environnementaux locaux et communautaires. Il promeut l'écotourisme, l'artisanat et une valorisation douce d'autres biens de la forêt, ainsi que l'amélioration des techniques agricoles pour ne plus avoir à constamment défricher davantage de forêts.
Les forêts de l'Oriente équatorien ont subi et subissent encore une déforestation massive à la suite de l'exploration et de la production pétrolière. Celles-ci ont encouragé une colonisation de la région, permise par les voies d'accès datant pour les plus anciennes de la première exploration pétrolière fructueuse des années 1964-1969. Une tranchée a fragmenté la forêt et favorisé sa pénétration. Elle a été faite pour la pose d'un oléoduc de 420 km destiné à transporter le pétrole des champs pétrolifères de l'Oriente vers un col situé à 4 300 m d'altitude dans les Andes avant de descendre vers le port d'Esmeraldas (côte Pacifique). La pose du pipeline s'est accompagnée de la création des premières routes construites dans le nord-est amazonien de l'Équateur puis plus au sud, en 1971, ouvrant la région à une colonisation anarchique, avec relocalisation des agriculteurs de certaines régions devenues surpeuplées sur le littoral et en moyenne montagne,. Par exemple, dans la province de Napo, des sols et des milieux qui fournissaient 20 ans avant de quoi vivre à quelques milliers de personnes, sont dans les années 2000 utilisés et surexploités par plus de 100 000 personnes, avec conversion de vastes surfaces de forêts en champs agricoles et médiocres pâturages. La diversité perdue des forêts a souvent, dans ces zones, cédé le pas aux cultures de palmiers à huile africains (Elaeis guineensis) et un abattage plus ou moins sélectif des arbres (souvent âgés de plusieurs siècles) a lieu là où ils sont accessibles via les routes, pistes ou fleuves.

#### Vers une meilleure prise en compte des peuples autochtones
Au milieu des années 1980, de nouveaux champs pétrolifères ont été identifiés sous les vallées du Rio Pastaza et du Rio Napo dont un champ estimé à 150 millions de barils brut, situé sous le territoire de la Réserve Waorani et sous le parc national Yasuní.

Ce projet, associé à la construction d'une route et d'un nouveau pipeline au travers des territoires waorani et de la forêt primaire du Yasuní a rapidement été très contesté, non seulement par les Amérindiens, mais de plus en plus aussi au sein de la population équatorienne et dans le monde.

Le gouvernement de l'époque a cependant accordé une concession à la compagnie nationale Petroecuador (bloc 16, de 2 000 km2 dans la réserve Waorani), exploitée par Maxus Energy Corporation (société texane). En décembre 1992, la construction de la route et du pipeline ont démarré, à partir du sud du Rio Napo vers le centre de la réserve Waorani-Yasuní, dans le territoire du parc, malgré l'opposition et les protestations continues d'organisations équatoriennes de protection de la nature ou défendant les droits des populations autochtones, allant jusqu'à l'occupation des sites de Maxus par l' Organization of Indigenous Peoples of Pastaza (OPIP) et l’Organisation représentant la Nation Huaorani de l'Amazonie équatorienne (ONHAE). Ces deux ONG protestaient contre le non-respect des accords entre le gouvernement et les peuples indigènes, dénonçaient un accord non respecté « d'amitié, de respect et de soutien mutuel entre le peuple Huaorani et Maxus Equateur Inc. », ainsi que contre la stratégie du groupe pétrolier ; « Depuis son arrivée dans ce pays, Maxus a mis en place un plan intensif de persécution, s'efforçant d'affaiblir la résistance du peuple Huaorani et d'acheter leur conscience et leur volonté d'être libre. En nous donnant des cadeaux sans valeur, certains aliments et outils de travail, Maxus a essayé de contrôler et désorganiser notre peuple » déclarait à cette occasion un leader waorani. Selon les Amérindiens protestataires, Maxus a habilement caché beaucoup de réalités. La société n'a jamais précisé que la technique de forage utilisée pour réduire les impacts génère plus de déchets toxiques durant le processus de forage. Elle a dissimulé que durant les essais sismiques il faudrait déboiser 1 317 hectares (3 161 acres) et ouvrir 2 634 km de lignes sismiques. Le peuple Huaorani n'a jamais participé ni à la conception ni à la mise en œuvre des études d'impact qui ont été faites par un consultant engagé par Maxus. Ni dans l'accord ni dans ses études l'entreprise n'a discuté des impacts culturels, sociaux ou économiques dont les 180 km de route pérenne seraient la cause. Cette route a interrompu la vie écologique de la faune et de la flore vivant dans cette région traversée par 333 rivières et ruisseaux. Maxus Inc. a aussi dissimulé qu'il avait passé un contrat avec la société brésilienne Andrade Gutierrez, connue et sanctionnée dans son propre pays pour corrompre les employés du gouvernement. En plus de cela, la compagnie a permis à des trafiquants de bois de déboiser et de bloquer l'écoulement naturel des cours d'eau, provoquant une stagnation de l'eau qui a affecté l'alimentation en eau du peuple Huaorani. La société n'a jamais consulté le peuple Huaorani sur la conception, la planification, la mise en œuvre et le suivi du plan de gestion environnementale annoncé par Maxus. Concernant les impacts culturels, de nombreux membres du peuple Huaorani et des membres d'autres peuples autochtones ont travaillé pour l'entreprise et ont ainsi abandonné leurs traditions telles que la chasse et la pêche, causant la désintégration des relations familiales. La mauvaise évacuation des déchets humains a affecté la santé des gens. Ceci a induit des changements de mentalité et d'attitude face à la menace que constituent les activités pétrolières.
En 1995, les représentants du peuple Huaorani accusaient clairement les sociétés pétrolières de violations des droits humains, de tromperie, et de vouloir diviser leur peuple. Ils appelaient le gouvernement équatorien à revoir les accords et à garantir :# « la défense et la protection de l'intégrité culturelle, organisationnelle et territoriale du peuple Huaorani » ;
1. « la participation du peuple Huaorani dans le processus de décision pour le développement pétrolier (pour le bloc 16 et toutes les activités dans la zone d'influence) » ;
2. « le respect des droits du peuple Huaorani sur les plans politique, économique, social et organisationnel » ;
3. « Consolider le processus d'intégration dynamique et réciproque et l'interaction entre le peuple Huaorani et le reste de la société nationale basée sur des relations de respect mutuel » ;
4. « La participation économique dans des conditions justes pour le développement intégral et autonome du peuple Huaorani ».

En 1995 toujours, pour y contribuer, le peuple Huaorani a développé un plan intégral d'endodéveloppement (Integral Auto-développement) pour 20 ans.
Un plan d'atténuation des impacts environnementaux du projet de développement pétrolier dans la zone Yasuní-Waorani existe. Il inclut des dispositions visant à réduire les impacts négatifs, dont un contrôle théoriquement strict des personnes susceptibles d'utiliser la route, afin d'éviter que des colons et exploitants forestiers ne s'infiltrent dans le parc ou les territoires amérindiens. Les puits doivent être forés en clusters pour réduire la déforestation et la fragmentation, mais l'histoire a montré que dans ces conditions, ailleurs, les routes ont toujours accentué la déforestation, le braconnage et la pénétration par les colons. L'imagerie satellitaire montrait en 2004 que la déforestation s'est poursuivie et qu'elle tend à augmenter, à cause des routes et le long de celles-ci principalement, ce qui aggrave leurs impacts sur le plan de la fragmentation écopaysagère. La construction d'oléoduc a aussi été un facteur de colonisation dans l'autre grande réserve du pays, la réserve de Cuyabeno ; plus de 1 000 nouvelles familles de colons se sont illégalement installées dans le nord du bassin du Rio Napo.

#### Enjeux socio-environnementaux et de soutenabilité du parc
Le parc et la réserve qui le pénètre fournissent un habitat pour de nombreux animaux emblématiques (dont par exemple, les harpies féroces, les aras, les jaguars, les primates, les dauphins d'eau douce et les anacondas), mais c'est aussi un abri pour des centaines de milliers d'espèces moins médiatiques nécessaires au maintien et au bon état écologique de ces écosystèmes. C'est une zone encore vaste et écologiquement peu fragmentée (Intégrité écologique préservée) comme il en reste de moins en moins dans le monde. Elle offre une chance rare de conserver les écosystèmes non fragmentés et non perturbés et des systèmes de fonctionnement naturel, y compris pour les espèces menacées, et pour les indiens Waorani considérés comme faisant partie des peuples les moins acculturés d'Amérique et le dernier groupe de chasseurs-cueilleurs en Équateur, qui souhaitent rester dans un isolement volontaire et préserver leur culture.
Les deux zones protégées sont embrassées par le grand Napo et les plaines du Haut-Amazone, habitat d'oiseaux endémiques (B19 TSA), qui s'étend du sud de la Colombie et du nord de l’Équateur oriental jusqu'au nord du Pérou et à l'ouest du Brésil.
Dix espèces d'oiseaux sont limitées à ce domaine, bien qu'elles représentent essentiellement les espèces les plus restreintes d'une suite (à la distribution mal connue) des oiseaux qui sont confinés dans les îles du fleuve, la forêt riveraine et la forêt Várzea des rivières du bassin amazonien. Les oiseaux dans cette initiative TSA, dont une seule espèce est considérée comme menacée, sont apparemment confinés à la terre ferme ou la forêt de Varzea.
La Réserve amérindienne Waorani protège les terres tribales des Waorani amérindiens (parfois aussi nommés Aucas (nom quechua signifiant gens de la forêt, sauvages), dont certains ont farouchement résisté à toutes les tentatives de contact,,. L'exploration pétrolière a commencé dans leur région dans les années 1940. L'ethnobotanique Waorani est notablement différente de celle des peuples voisins, ce qui suggère leur isolement passé. Plusieurs groupes familiaux Waorani vivent dans la partie orientale du parc Yasuni.

#### Écotourisme

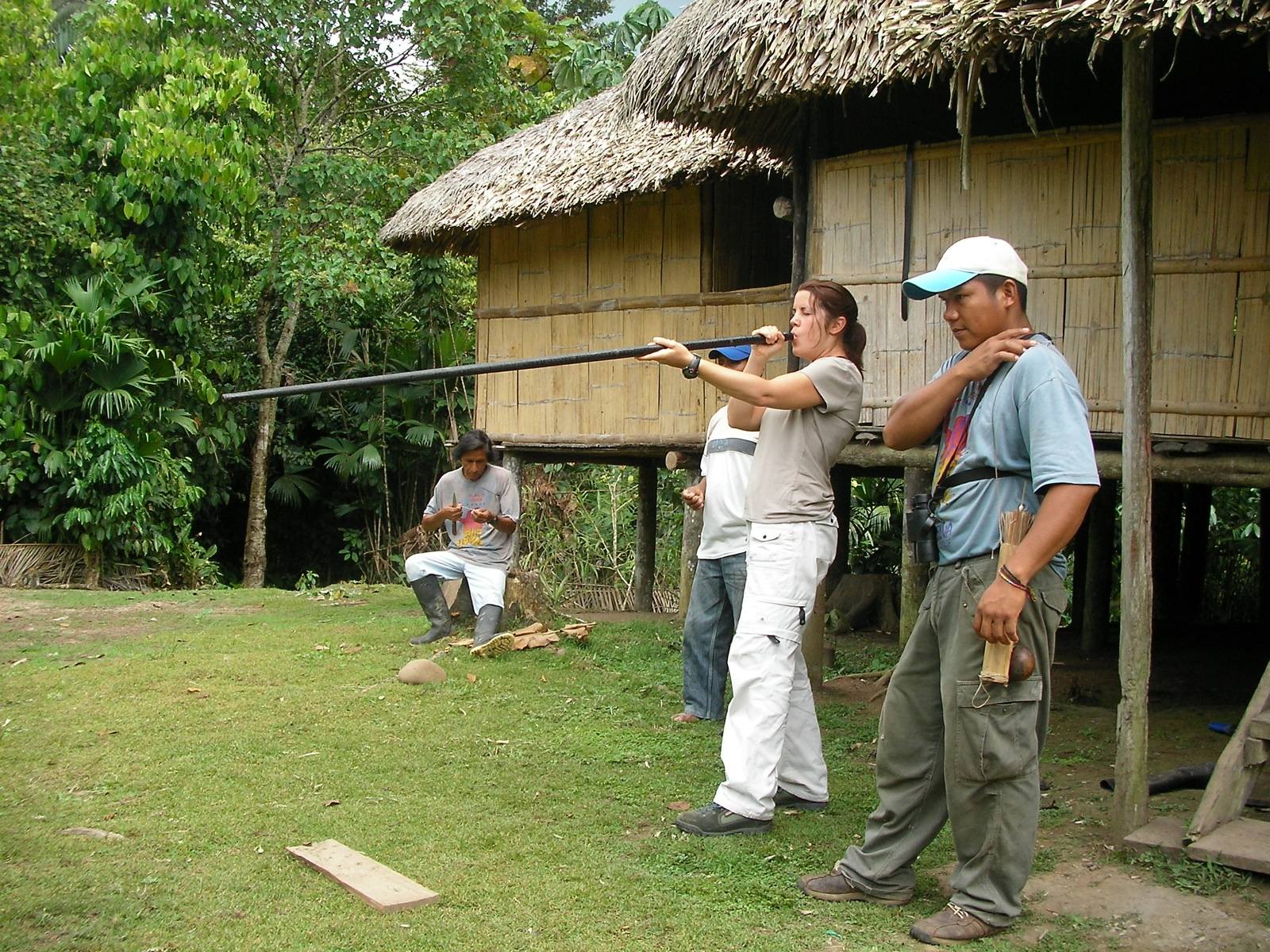
Écotourisme : démonstration d'utilisation d'une sarbacane.

Dans son quatrième rapport national à l'ONU, l'Équateur a rappelé qu'il fait de l'écotourisme et du tourisme communautaire l'un des piliers de son économie touristique. Ce projet a été porté par la communauté Quehuenomo (du territoire Huaorani, dans le centre-est, près du parc national de Yasuni), mais les touristes peuvent aussi visiter les sites et populations qui ont porté d'autres initiatives écotouristiques autochtones, les Kapawi (dans le territoire Achuar dans le Sud-Est), RICANCIE (dans le réseau kichwas de neuf communautés, à Alto Napo — dans la province de Napo), la Red Union Guacamayos (11 communautés au pied de la réserve écologique d’Antisana) ou l'Atacapi-Opip (132 communautés autochtones, Puyo)…

#### L'évaluation patrimoniale
Elle est importante pour notamment mettre en œuvre la Convention sur la diversité biologique (CDB) qui prévoit pour les communautés autochtones et locales « un accès aux ressources génétiques et un partage équitable des avantages découlant de leur utilisation » et pour la volonté de trouver des moyens partagés de protection des populations et des habitats naturels hors de l'exploitation pétrolière (l'or vert plutôt que l'or noir selon une campagne récente).

## Enjeux politiques

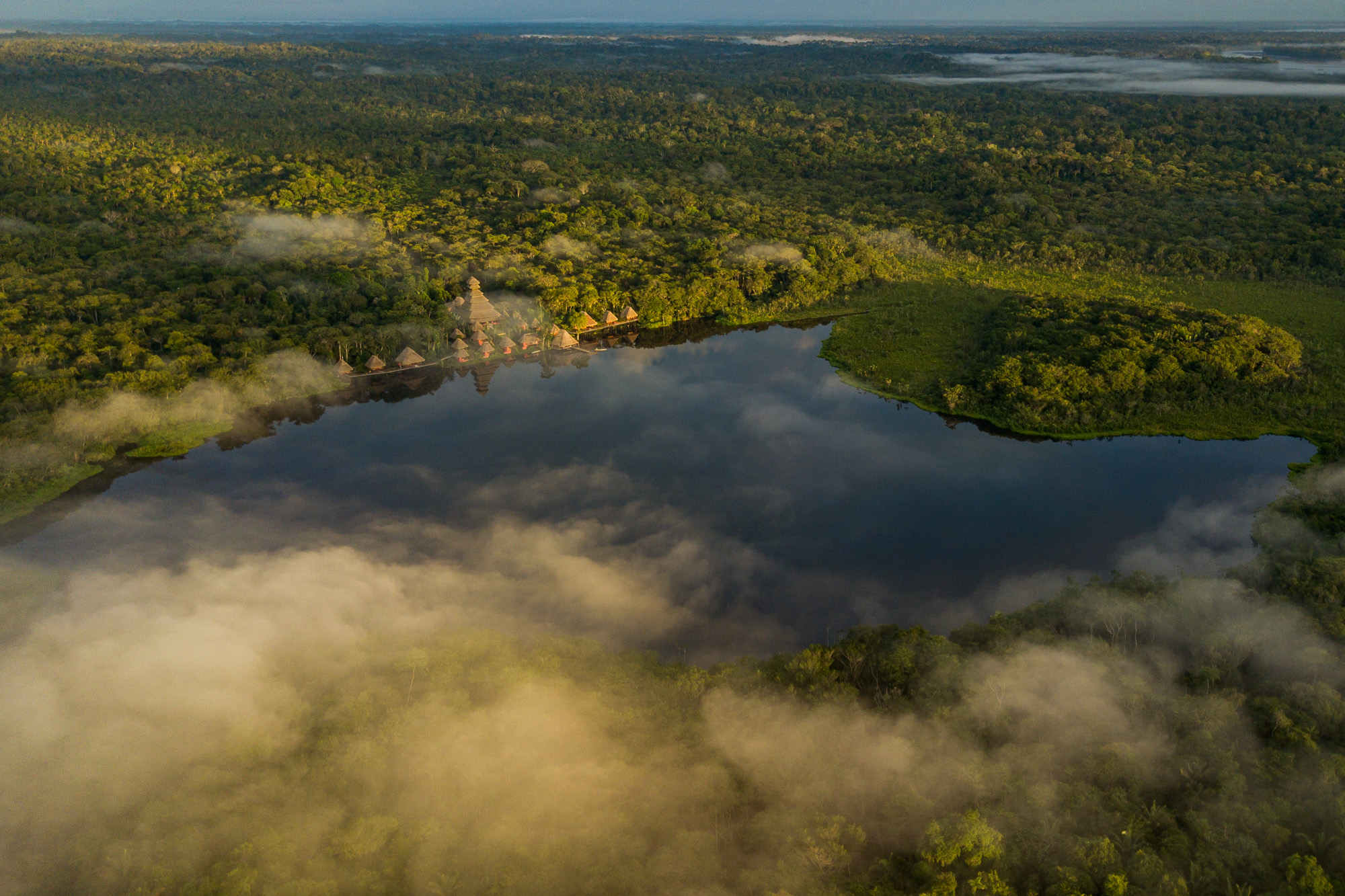
Vue sur la forêt amazonienne et le centre d'écotourisme communautaire de la lagune Añangu

Les sous-sols de ce parc recèlent trois champs pétroliers — Ishpingo, Tambococha et Tiputini, abrégé en ITT — qui totalisent près de 850 millions de barils de pétrole brut. Le sous sol de ce « bloc 43 » représentent ainsi 20 % des réserves du pays, déjà membre de l'Organisation des pays exportateurs de pétrole (OPEP). Lors d'un discours devant l'Organisation des Nations unies (ONU), le président Rafael Correa propose en 2007 l'Initiative Yasuní-ITT, qui consiste à renoncer à exploiter cette ressource pourtant très profitable afin de préserver le territoire et d'éviter l'émission d'environ 400 millions de tonnes de CO2. En contrepartie, il demande à la communauté internationale de verser à l'Équateur la moitié des recettes pétrolières estimées, soit 2,7 milliard d'euros étalés sur treize ans,.

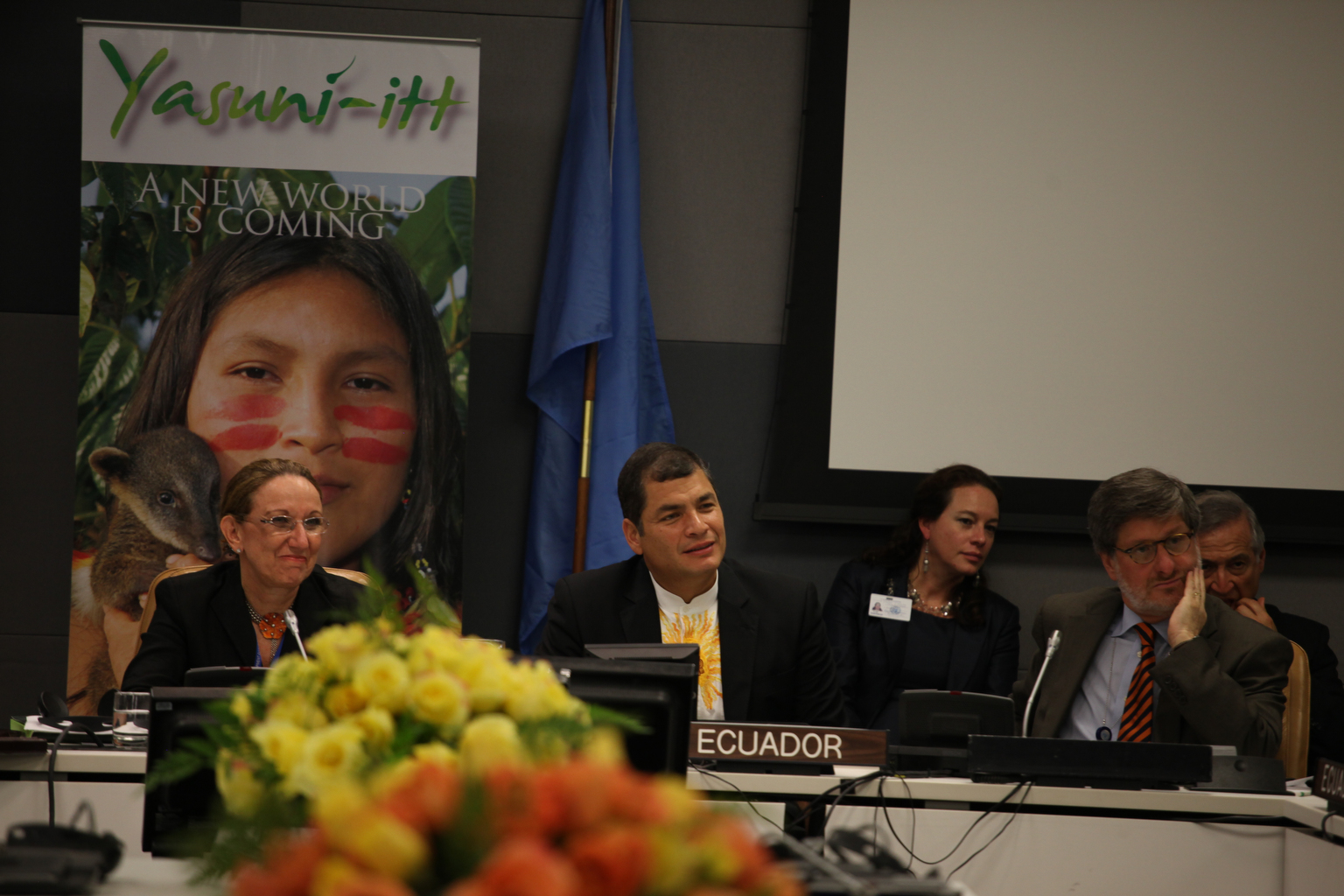
Rafael Correa promouvant l'Initiative Yasuní-ITT à l'ONU en 2011.

Devant l'échec de cette proposition — moins de 1 % des fonds sont récoltés malgré l'enthousiasme des écologistes — Rafael Correa autorise le 15 août 2013 l'exploitation des champs pétrolifères ITT. Le président cherche alors à minimiser l'impact de l'exploitation sur le parc en affirmant qu'elle n'affectera que 0,01 % du territoire,. Le gouvernement juge ainsi « essentielle » pour l'économie la poursuite de l'exploitation pétrolière dans le pays, la durée restante des réserves hors ITT étant estimée à une décennie. L'économie de l'Équateur est alors toujours fortement affaiblie par la crise bancaire de 1999, qui a été telle qu'elle a conduit le pays a abandonner sa monnaie nationale, le sucre, au profit du dollar américain.
La décision provoque une levée de boucliers de la part des écologistes et surtout des communautés indigènes Kichwas et Huaorani, dont douze réunies au sein du mouvement Ecuarunari. Cherchant à empêcher l'exploitation du Yasuni, ces militants surnommés Yasunidos déposent une demande d'initiative populaire,.
L'article 104 de la constitution équatorienne de 2008 donne en effet à la population la possibilité de convoquer la tenue d'un référendum populaire en matière législative à la condition de réunir en six mois les signatures d'au moins 5 % des électeurs inscrits sur les listes électorales, soit environ 600 000 signatures,. Malgré la réunion de 727 947 signatures par les Yasunidos, le référendum est empêché en mai 2014, le conseil électoral national (CNE) jugeant invalide près de 60 % d'entre elles. Le rejet par le CNE — qui ne rend pas public lesquelles des signatures sont jugées invalides — est qualifiée par les partisans du projet de « décision arbitraire » et de « malhonnêteté politique et juridique » de la part du « Corréisme ». Lors du renouvellement du CNE en 2018, un comité d'audit conclu à la conformité des signatures et appelle à donner à l'initiative le certificat de validité, sans que ce rapport ne soit suivi d'effet. La décision du CNE d’entériner le rejet de 2014 est porté par les Yasunidos devant le Tribunal du contentieux électoral, qui approuve à son tour le rejet. Le 16 octobre 2020, les Yasunidos déposent par conséquent un recours devant la Cour constitutionnelle, qui admet l'affaire mais ne rend sa décision qu'en mai 2023,.
La demande reste ainsi bloquée pendant une décennie. Le permis d'exploitation des champs ITT est entretemps accordé en mai 2014, et cette dernière démarre en 2016, ce qui conduit les Yasunidos à organiser des sit-in devant la Cour, le CNE et le Congrès national. Le successeur de Correa à la présidence, Lenín Moreno, soumet en parallèle une proposition visant à élargir la superficie des zones intangibles du parc national de Yasuni et de réduire de 1 030 à 300 hectares la zone ouverte à l'exploitation. Soumise à référendum le 4 février 2018 en même temps que six autres propositions, elle recueille 67,31 % de votes favorables, pour une participation de 80,74 %,. Malgré son départ de l'OPEP en janvier 2020, l’Équateur produit toujours sur son territoire un peu moins d'un demi million de barils par jour, qui représentent en 2023 un tiers des revenus de l’État. Sur ce total, environ 55 000 barils proviennent des champs ITT,.
Après près de dix ans de militantisme des organisations indigènes et écologistes, la Cour constitutionnelle finit le 10 mai 2023 par juger en appel que l'initiative initiale de 2014 est valide, oblige le CNE à reconnaître les signatures déjà soumises, et à organiser un référendum,. Ce dernier est fixé au 20 août suivant, soit en même temps que l'élection présidentielle et les élections législatives organisées de manière anticipée dans le contexte de la crise politique de 2023,. 59 % des votants s'expriment en faveur de l'arrêt de l'exploitation.

## Flore et faune

### Flore
Les inventaires évaluent à environ 4 000 le nombre d'espèces de plantes à fleurs et arbres (Plus de 2 200 espèces d'arbres composent cette forêt primaire humide.). Parmi les endémiques confirmées (avec la famille et le statut UICN de menace ou vulnérabilité) : 
- Pentlaplaris huaoranica (Tiliaceae, NT)
- Rollinia ecuadorensis (Annonaceae, NT)
- Critonia eggers (Asteraceae, VU)
- Begonia oellgaardii (Begoniaceae, VU)
- Besleria cuadrangulata (Gesneriaceae, NT)
- Calathea plurispicata (Maranthaeceae, VU)
- Inga Sarayacuensis (Mimosaceae, NT)
- Palicourea anianguana (Rubiaceae, VU)
- Solanum Hypermegethes (Solanaceae, VU)

Mais ces forêts sont aussi très riches en champignons, bryophytes, lichens, algues et bactéries photosynthétiques croissant en épiphytes sur les feuilles et troncs, avec probablement un grand nombre d'espèces endémiques régionales non repérées.
Le parc abrite de nombreuses plantes utiles (médicinales, ornementales, comestibles ou sources de fibres végétales, résine, bois, etc.) pour les populations qui y vivent. C'est aussi un immense réservoir de ressources génétiques.

#### Plantes utiles
La flore du parc est encore incomplètement connue.

Elle comprend par exemple un arbre à caoutchouc ; l'Hévéa guianensis, abondant dans le parc, commercialement moins intéressant que H. brasiliensis, mais constituant une ressource génétique importante. Phytelephas macrocarpa, produisant un ivoire végétal, est une espèce qui intéresse le commerce international. Cedrelinga cateniformis est dans cette région très apprécié pour la construction de pirogues et a un potentiel en tant que bois commercial (avec risque de surexploitation en tant que substitut au cèdre espagnol (Cedrela odorata) et à l'acajou (Swietenia macrophylla, bois précieux en régression).

 Les ethnobotanistes qui ont travaillé dans les plaines de l’Équateur ont été surpris du faible nombre de maladies endémiques chez les Waorani récemment contactés, et d'une faible sensibilité allergique (dans un environnement pourtant très riche en allergènes potentiels). En 1980, une étude ethnobotanique poussée a montré « une compréhension ethnoécologie perspicace chez tous les Waorani adultes, mais relativement peu de découvertes en matière de plantes médicinales ». Les Waorani ont aussi des utilisations non médicinales de plantes présentant des propriétés particulières (toxiques, hallucinogènes, etc.),. Ils tirent de la nourriture (cœurs de palmiers) du palmier pêche, aussi dit « palmier domestique » (Bactris gasipaes). Ils extraient des poisons des lianes Curarea tecunarum (curare utilisé comme poison de flèche ou de fléchettes de sarbacanes) qui soignent aussi certaines mycoses tout comme virola. et Iryanthera spp., et de la liane Minquartia guianensis qui fournit le poison utilisé pour la pêche du poisson. Banisteriopsis muricata fournit un hallucinogène et Renealmia spp. et Urera baccifera des antidotes à certaines morsures de serpent qui sont assez fréquentes dans cette région. Piper augustum et Piper conejoense fournissent des brosses à dents et des molécules utiles pour la prévention des caries alors que Sphaeropteris sp. donne un anesthésique dentaire. Diverses plantes soignent les maux de tête et divers autres maux ou maladies.

#### Faciès forestiers
C'est une flore typique de système tropical humide. La région phytogéographique est dite Solimões-Amazonas (classement Organisation des Nations 1988), avec quatre grands types de végétation, non encore finement cartographiés.
1. 90 % environ du parc est couvert de milieux forestiers semi-humides sur les « hautes-terres » non inondées (tierra-firme). Le sol est généralement pauvre et la croissance des arbres lente. La canopée culmine dans ces zones à 25-30 m, dominée par des arbres émergents tels que Cedrelinga cateniformis (de 45 à 50 m de hauteur et 2 à 3 m de diamètre) et différentes espèces de Parkias. Les arbres de la canopée comprennent notamment plusieurs Myristicacées (Otoba glycycarpa, Osteophloeum platyspermum, Virola spp.). Simarouba amara, Dussia tessmannii, Hymenaea oblongifolia et divers genres de la famille Moraceae et Sapotaceae les accompagnent. Les arbres à contreforts ou à racines en échasses sont fréquents.
Le sous-étage est localement assez ouvert avec de petits arbres et arbustes. Les lianes sont abondantes (38 espèces sont plus fréquentes dans le parc[78], mais plus de 300 identifiées lors d'une échantillonnage modeste[78]. La continuité de la canopée est particulièrement importante pour de nombreuses espèces qui ne descendent jamais ou presque au sol, dont certains singes (Atèles en particulier) qui s'y déplacent sur les branches ou suspendus aux branches[79],[80], même si les épiphytes sont moins diversifiés et moins abondants que dans la forêt des nuages proche de la cordillère des Andes[8].
Faute de lumière, la strate herbacée est faiblement développée[27], sauf brièvement et localement dans la trouée de lumière quand un grand arbre s'effondre (souvent en début de saison des pluies quand les épiphytes se gorgent d'eau) ;
2. Le long des berges de la rivière Napo, une bande étroite (200 m à 1 km de large) est plus fertile grâce aux sédiments provenant des Andes déposés par les inondations. La canopée est plus haute d'une dizaine de mètres dans cette zone (35−40 m) que dans les forêts de montagne, avec des arbres émergents occasionnels dont Ceiba pentandra et diverses espèces de Ficus spp. mesurant une cinquantaine de mètres de haut. Les arbres les plus fréquents dans la canopée sont Otoba parvifolia, Chimarrhis glabriflora, Celtis schippii et Guarea kunthiana. Phytelephas macrocarpa, qui produit des noix à ivoire, est un petit arbre commun dans le sous-étage forestier ;
3. Le troisième type de flore est celui de la forêt marécageuse inondée une grande partie de l'année. Il couvre de vastes étendues le long du Rio Napo et dans le cours inférieur du Rio Tiputini (affluent principal du Rio Napo). La forêt est exondée durant les périodes sèches. Des peuplements presque purs de palmiers Mauritia flexuosa, et d'autres espèces marécageuses telles que Virola surinamensis et Symphonia globulifera sont caractéristiques de ces milieux ;
4. Le rio Yasuní a des eaux acides et sombres (acides humiques donnant une couleur thé à l'eau). Il est pauvre en sédiments et minéraux car sa source est située dans les plaines amazoniennes et non dans la cordillère des Andes. Le long des berges, les anciens méandres ont laissé de nombreuses lagunes où pousse une forêt dite « igapó », très différente des autres forêts de la région et du reste du parc sur le plan floristique. Les espèces les plus communes y sont notamment Macrolobium acaciifolium, Coussapoa trinervia et le palmier Astrocaryum jauari.

Quelques essences (espèces ou genre) d'arbres, à titre d'illustration :
- Acacia glomerosa
- Ammandra dasyneura
- Astrocaryum chambira
- Astrocaryum jauari
- Astrocaryum urostachys (chambira en quechua)
- Bactris gasipaes
- Bactris riparia (chontilla en quechua)
- Brownea grandiceps
- Cabralea canjerana
- Calycophyllum spruceanum
- Cecropia sp.
- Cedrela odorata (Kanuwa ruya en quechua)
- Cedrelinga cateniformis
- Ceiba samauma
- Chamaedorea pinnatifrons
- Chimarrhis glabriflora (mecha en quechua)
- Coussapoa trinervia
- Croton cuneatus
- Croton lechleri
- Cyperus opdoratus (Cyperus odoratus ?)
- Desmoncus polyacanthus
- Duroia hirsuta
- Eschweilera coriacea
- Euterpe precatoria
- Faramea multiflora
- Ficus gomelleira
- Eugenia sp.
- Genipa spruceana
- Geonoma sp.
- Grias neuberthi
- Gurania erinatha
- Gynereum sagitatum
- Hyospathe elegans
- Inga sp. (guabas en quechua)
- Iriartea deltoidea
- Jacaratia digitata
- Jessenia bataua
- Socratea exorrhiza (ungurahua en quechua)
- Licania sp.
- Ludwigia octovalvis
- Macrolobium acaciifolium
- Mauritia flexuosa
- Mauritiella aculeata
- Montrichardia linifera
- Myrciaria dubia
- Myroxylon balsamum
- Ocotea oblonga
- Osteophloeum platyspermumv
- Otoba glicycarpa
- Piper reticulatum
- Platymiscium stipulare
- Pleurothyrium trianae
- Pontederia rotundifolia
- Pseudolmedia laevis
- Pterocarpus amazonica
- Saggitaria sp.
- Scheelea brachyclada
- Theobroma subincanum
- Trichilia septentrionalis
- Virola duckei
- Virola surinamensis
- Wettinia maynensis
- Zygia longifolia

Plusieurs de ces essences sont déjà classées vulnérables ou menacées (liste rouge de l'UICN).

### Faune
L'inventaire encore probablement très incomplet pour les vertébrés a révélé environ 200 mammifères, 610 oiseaux, 111 amphibiens, 107 reptiles et 268 poissons et un très grand nombre d'invertébrés jouant probablement un rôle majeur sur le plan des services écosystémiques (pollinisation, dispersion des graines et propagules, cycle du carbone et de l'eau, équilibres naturels par les herbivores, nécrophages, coprophages, omnivores et relations prédateurs-proies).
Parmi les espèces du parc Yasuni figurent de nombreux amphibiens en régression ou absents ailleurs, dont par exemple Hypsiboas calcaratus, Pristimantis waoranii… 
Le parc héberge aussi une espèce endémique de chauve-souris et une d'oiseau.

#### Mammifères
Parmi les mammifères, on peut notamment citer :
- Panthera onca, (VU en Équateur, NT dans le monde) ;
- Artibeus fraterculus, (VU en Équateur, VU dans le monde) ;
- Ateles belzebuth, (VU en Équateur, VU dans le monde) ;
- Pteronura brasiliensis, (CR en Équateur, EN dans le monde) ;
- Inia geoffrensis, (EN en Équateur, VU dans le monde) ;
- Priodontes maximus, (EN en Équateur, VU dans le monde) ;
- Scolomys melanops, (VU en Équateur, EN dans le monde) ;
- Trichechus inunguis, ou Anati en quechua (CR en Équateur, VU dans le monde) ;
- Lagothrix lagotrichia, (CR en Équateur, LC dans le monde) ;
- Bradypus variegatus,
- Cuniculus paca (Hayupa en quechua)
- Dasyprocta fuliginosa (Chiwayru en quechua)
- Dasypus novemcinctus (Khirkinchu en quechua)
- Hydrochoerus hydrochaeris (Kapiwara en quechua)
- Inia geoffrensis (Puhuyu en quechua)
- Lagothrix lagotricha (Ch'umpi churu k'usillu en quechua)
- Mazama sp.
- Myrmecophaga tridactyla (Kuchipillan en quechua)
- Noctilio sp.
- Pecari tajacu (Wankana en quechua)
- Tayassu pecari (Wankana en quechua)
- Tapirus terrestris (Sach'awaka, pampa sach'awaka en quechua)
- Panthera onca (Uturunku en quechua)
- Pteronura brasiliensis (Yaku puma en quechua)
- Priodontes maximus (Hatun khirkinchu en quechua)
- Proechimys quadruplicatus
- Proechimys simonsi
- Puma concolor, (Puma en quechua)
- Saimiri sciureus, (Chipuru en quechua)
- Sciurus sp.
- Scolomys melanops
- Trachops cirrhosus

#### Oiseaux
Parmi les oiseaux, on peut notamment citer :
- Cairina moschata, (VU en Équateur, LC dans le monde) ;
- Harpia harpyja, (EN en Équateur, NT dans le monde) ;
- Ictinia plumbea, (VU en Équateur, LC dans le monde) ;
- Morphnus guianensis, (VU en Équateur, NT dans le monde) ;
- Rostrhamus sociabilis, (VU en Équateur, LC dans le monde) ;